# Elezioni parlamentari negli Stati Uniti d'America del 2006
Le elezioni parlamentari negli Stati Uniti d'America del 2006 si tennero il 7 novembre per l'elezione del 110º Congresso, e costituirono elezioni di metà mandato nel corso della seconda presidenza di George W. Bush, eletto nel 2000. Con un'ondata democratica che interruppe dodici anni di dominio repubblicano, il Partito Democratico ottenne la maggioranza al Congresso, tra i governatori e nei parlamenti statali. 
Al Senato i democratici conquistarono sei seggi in più di quelli che avevano, assicurandosi una stretta maggioranza; ottennero anche 31 seggi in più alla Camera dei rappresentanti, e a seguito di queste elezioni Nancy Pelosi divenne la prima Speaker donna. Alle elezioni governatoriali i democratici conquistarono sei stati in più rispetto a prima delle elezioni. A livello nazionale, i repubblicani non riuscirono a strappare ai democratici nessun distretto congressuale e nessuna carica di governatore sottoposta ad elezioni.
Tra le ragioni della vittoria democratica vi furono il declino dell'immagine di George W. Bush, l'insoddisfazione verso la sua amministrazione sia per la gestione dell'uragano Katrina sia della guerra in Iraq, l'inizio dello scoppio della bolla immobiliare negli Stati Uniti, le sconfitte legislative di Bush sulla sicurezza sociale e sulla riforma dell'immigrazione, il coinvolgimento del Congresso senza precedenti e contro l'opinione popolare nel caso di Terri Schiavo, oltre ad una serie di scandali che coinvolgevano politici repubblicani.

## Senato
Prima delle elezioni, il Senato era repubblicano, con una maggioranza 55-44 contro i democratici, e un Indipendente. Furono sottoposti ad elezione 33 seggi di classe 1 e tra questi 17 erano detenuti da democratici, 15 dai repubblicani e 1 indipendente. I senatori stati eletti iniziarono il loro mandato il 3 gennaio 2007, per concluderlo il 3 gennaio 2013.
Le elezioni determinarono nel complesso il guadagno di cinque seggi da parte dei democratici; il nuovo Senato risultò quindi composto da 49 democratici, 49 repubblicani e 1 indipendente, che votava con i democratici.

### Livello federale
| Partiti | Partiti                   | Voti       | %      | Seggi        | Seggi    | Seggi    | Seggi         | Seggi   |  |
| Partiti | Partiti                   | Voti       | %      | Pre elezioni | In palio | Ottenuti | Post elezioni | +/-     |  |
| ------- | ------------------------- | ---------- | ------ | ------------ | -------- | -------- | ------------- | ------- |  |
|         | Democratico               | 32 344 708 | 53,2   | 44           | 17       | 22       | 49            | 5       |  |
|         | Repubblicano              | 25 437 934 | 41,8   | 55           | 15       | 9        | 49            | 6       |  |
|         | Connecticut for Lieberman | 564 095    | 0,8    | 0            | 0        | 1        | 1             | 1       |  |
|         | Indipendenti              | 378 142    | 0,6    | 1            | 1        | 1        | 1             | Stabile |  |
|         |                           |            |        |              |          |          |               |         |  |
| Totale  | Totale                    | 58 724 879 | 100,00 | 100          | 33       | 33       | 100           | Stabile |  |

### Dettaglio per stato
Di seguito il riepilogo delle elezioni relative ai 33 seggi del Senato:
     Democratico
     Repubblicano
     Indipendente
     Passa a democratico
| Stato                | Senatore uscente         | Democratici                   | Repubblicani                 | Altri                                                                                          | Senatore eletto          |
| -------------------- | ------------------------ | ----------------------------- | ---------------------------- | ---------------------------------------------------------------------------------------------- | ------------------------ |
| Arizona              | Jon Kyl (R)              | Jim Pederson - 43,5%          | Jon Kyl - 53,3%              | Richard Mack (L) - 3,2%                                                                        | Jon Kyl (R)              |
| California           | Dianne Feinstein (D)     | Dianne Feinstein - 59,4%      | Dick Mountjoy - 35,2%        | Don Grundmann - 1,8% Todd Chretien (V) - 1,7% Michael Metti (L) - 1,6% Marsha Feinland - 1,3%  | Dianne Feinstein (D)     |
| Connecticut          | Joe Lieberman (I)        | Ned Lamont - 39,7%            | Alan Schlesinger - 9,6%      | Joe Lieberman (I) - 49,7% Ralph Ferrucci (V) - 0,5% Timothy Knibbs - 0,4%                      | Joe Lieberman (I)        |
| Dakota del Nord      | Kent Conrad (D-NPL)      | Dwight Grotberg - 29,5%       | Kent Conrad - 68,8%          | Roland Riemers (I) - 1,0% James Germalic (I) - 0,6%                                            | Kent Conrad (D-NPL)      |
| Delaware             | Tom Carper (D)           | Tom Carper - 67,1%            | Jan C. Ting - 27,4%          | Christine O'Donnell - 4,4% William E. Morris (L) - 1,1%                                        | Tom Carper (D)           |
| Florida              | Bill Nelson (D)          | Bill Nelson - 60,3%           | Katherine Harris - 38,1%     | Altri - 1,5%                                                                                   | Bill Nelson (D)          |
| Hawaii               | Daniel Akaka (D)         | Daniel Akaka - 61,4%          | Cynthia Thielen - 36,8%      | Lloyd Mallan (L) - 1,9%                                                                        | Daniel Akaka (D)         |
| Indiana              | Richard Lugar (R)        | -                             | Richard Lugar - 87,3%        | Steve Osborn (L) - 12,6%                                                                       | Richard Lugar (R)        |
| Maine                | Olympia Snowe (R)        | Jean Hay Bright - 20,5%       | Olympia Snowe - 74,4%        | Bill Slavick (I) - 5,2%                                                                        | Olympia Snowe (R)        |
| Maryland             | Paul Sarbanes (D)        | Ben Cardin - 54,2%            | Michael Steele - 44,2%       | Kevin Zeese (V) - 1,5%                                                                         | Ben Cardin (D)           |
| Massachusetts        | Ted Kennedy (R)          | Ted Kennedy - 69,5%           | Kenneth Chase - 30,5%        |                                                                                                | Ted Kennedy (D)          |
| Michigan             | Debbie Stabenow (D)      | Debbie Stabenow - 56,9%       | Mike Bouchard - 41,3%        | Leonard Schwartz (L) - 0,7% David Sole (V) - 0,6% W. Dennis FitzSimons (C) - 0,5%              | Debbie Stabenow (D)      |
| Minnesota            | Mark Dayton (DFL)        | Amy Klobuchar - 58,1%         | Mark Kennedy - 37,9%         | Robert Fitzgerald (I) - 3,2% Michael Cavlan (V) - 0,5% Ben Powers (C) - 0,3%                   | Amy Klobuchar (DFL)      |
| Mississippi          | Trent Lott (R)           | Erik Fleming - 34,8%          | Trent Lott - 63,6%           | Harold Taylor (L) - 1,6%                                                                       | Trent Lott (R)           |
| Missouri             | Jim Talent (R)           | Claire McCaskill - 49,6%      | Jim Talent - 47,3%           | Frank Gilmour (L) - 1,2% Lydia Lewis (V) - 0,9%                                                | Claire McCaskill (D)     |
| Montana              | Conrad Burns (R)         | Jon Tester - 40,2%            | Conrad Burns - 48,3%         | Stan Jones (L) - 2,6%                                                                          | Jon Tester (D)           |
| Nebraska             | Ben Nelson (D)           | Ben Nelson - 63,9%            | Pete Ricketts - 36,1%        |                                                                                                | Ben Nelson (D)           |
| Nevada               | John Ensign (R)          | Jack Carter - 41,0%           | John Ensign - 55,4%          | David Schumann (C) - 1,3% Brendan Trainor - 0,9% Nessuno - 1,4%                                | John Ensign (R)          |
| New Jersey           | Bob Menendez (D)         | Bob Menendez - 54,3%          | Thomas Kean Jr. - 44,3%      | Altri - 2,4%                                                                                   | Bob Menendez (D)         |
| New York             | Hillary Clinton (D)      | Hillary Clinton - 67,0%       | John Spencer - 31,0%         | Howie Hawkins (V) - 1,2% Jeff Russell (L) - 0,4% Bill Van Auken - 0,2% Róger Calero (S) - 0,2% | Hillary Clinton (D)      |
| Nuovo Messico        | Jeff Bingaman (D)        | Jeff Bingaman - 70,6%         | Allen McCulloch - 29,3%      |                                                                                                | Jeff Bingaman (D)        |
| Ohio                 | Mike DeWine (R)          | Sherrod Brown - 56,2%         | Mike DeWine - 43,8%          | Scott A. Rupert (I) - 4,6%                                                                     | Sherrod Brown (D)        |
| Pennsylvania         | Rick Santorum (R)        | Bob Casey, Jr. - 58,7%        | Rick Santorum - 41,3%        | Rayburn Douglas Smith (L) - 1,7%                                                               | Bob Casey, Jr. (D)       |
| Rhode Island         | Lincoln Chafee (R)       | Sheldon Whitehouse - 53,5%    | Lincoln Chafee - 46,5%       |                                                                                                | Sheldon Whitehouse (D)   |
| Tennessee            | Bill Frist (R)           | Harold Ford Jr. - 48,0%       | Bob Corker - 50,7%           | Altri - 1,3%                                                                                   | Bob Corker (R)           |
| Texas                | Kay Bailey Hutchison (R) | Barbara Ann Radnofsky - 36,0% | Kay Bailey Hutchison - 61,7% | Scott Jameson (L) - 2,3%                                                                       | Kay Bailey Hutchison (R) |
| Utah                 | Orrin Hatch (R)          | Pete Ashdown - 30,8%          | Orrin Hatch - 62,6%          | Scott Bradley (C) - 3,8% Roger Price - 1,6% Dave Seely (L) - 0,8% Julian Hatch (V) - 0,4%      | Orrin Hatch (R)          |
| Vermont              | Jim Jeffords (I)         | -                             | Richard Tarrant - 32,3%      | Bernie Sanders (I) - 65,4% Altri - 1,9%                                                        | Bernie Sanders (I)       |
| Virginia             | George Allen (R)         | Jim Webb - 49,6%              | George Allen - 49,2%         | Gail Parker - 1,1%                                                                             | Jim Webb (D)             |
| Virginia Occidentale | Robert Byrd (D)          | Robert Byrd - 64,4%           | John Raese - 33,7%           | Jesse Johnson - 1,9%                                                                           | Robert Byrd (D)          |
| Washington           | Maria Cantwell (D)       | Maria Cantwell - 56,8%        | Mike McGavick - 39,9%        | Bruce Guthrie (L) - 1,4% Aaron Dixon (V) - 1,0% Robin Adair (I) - 0,8%                         | Maria Cantwell (D)       |
| Wisconsin            | Herb Kohl (D)            | Herb Kohl - 67,3%             | Robert Lorge - 29,5%         | Rae Vogeler (V) - 2,0% Ben Glatzel (I) - 1,2%                                                  | Herb Kohl (D)            |
| Wyoming              | Craig Thomas (R)         | Dale Groutage - 29,9%         | Craig Thomas - 70,0%         |                                                                                                | Craig Thomas (R)         |

## Camera dei rappresentanti
Prima delle elezioni, la Camera dei rappresentanti era controllata dai repubblicani, con una maggioranza di 229 deputati a 201. I deputati eletti iniziarono il loro mandato il 3 gennaio 2007, per concluderlo il 3 gennaio 2009.
I democratici incrementarono i loro seggi alla Camera di 31 unità, acquisendone il controllo.

### Livello federale
| Partiti                                          | Partiti      | Voti       | Voti   | Voti    | Seggi | Seggi | Seggi   | Seggi  |
| Partiti                                          | Partiti      | Voti       | %      | Var.    | 2004  | 2006  | +/−     | %      |
| ------------------------------------------------ | ------------ | ---------- | ------ | ------- | ----- | ----- | ------- | ------ |
|                                                  | Democratico  | 42 338 795 | 52,3%  | 5,5%    | 202   | 233   | 31      | 53,6%  |
|                                                  | Repubblicano | 35 857 334 | 44,3%  | 5,1%    | 232   | 202   | 30      | 46,4%  |
|                                                  | Libertario   | 656 764    | 0,8%   | 0,1%    | -     | -     | -       | -      |
|                                                  | Indipendenti | 417 895    | 0,5%   | 0,1%    | 1     | 0     | 1       | -      |
|                                                  | Verdi        | 243 391    | 0,3%   | Stabile | -     | -     | -       | -      |
|                                                  | Costituzione | 91 133     | 0,1%   | 0,1%    | -     | -     | -       | -      |
|                                                  | Indipendenza | 85 815     | 0,1%   | Stabile | -     | -     | -       | -      |
|                                                  | Riforma      | 53 862     | 0,1%   | Stabile | -     | -     | -       | -      |
|                                                  | Altri        | 1 230 548  | 1,5%   | 0,1%    | -     | -     | -       | -      |
| Totale                                           | Totale       | 80 975 537 | 100,0% | -       | 435   | 435   | Stabile | 100,0% |
| Fonte: Election Statistics - Office of the Clerk |              |            |        |         |       |       |         |        |

### Dettaglio per stato
| Stato                | Seggi totali | Democratici | Democratici | Repubblicani | Repubblicani |
| Stato                | Seggi totali | Seggi       | Var.        | Seggi        | Var.         |
| -------------------- | ------------ | ----------- | ----------- | ------------ | ------------ |
| Alabama              | 7            | 2           | Stabile     | 5            | Stabile      |
| Alaska               | 1            | 0           | Stabile     | 1            | Stabile      |
| Arizona              | 8            | 4           | 2           | 4            | 2            |
| Arkansas             | 4            | 3           | Stabile     | 1            | Stabile      |
| California           | 53           | 34          | 1           | 19           | 1            |
| Carolina del Nord    | 13           | 7           | 1           | 6            | 1            |
| Carolina del Sud     | 6            | 2           | Stabile     | 4            | Stabile      |
| Colorado             | 7            | 4           | 1           | 3            | 1            |
| Connecticut          | 5            | 4           | 2           | 1            | 2            |
| Dakota del Nord      | 1            | 1           | Stabile     | 0            | Stabile      |
| Dakota del Sud       | 1            | 1           | Stabile     | 0            | Stabile      |
| Delaware             | 1            | 0           | Stabile     | 1            | Stabile      |
| Florida              | 25           | 9           | 2           | 16           | 2            |
| Georgia              | 13           | 6           | Stabile     | 7            | Stabile      |
| Hawaii               | 2            | 2           | Stabile     | 0            | Stabile      |
| Idaho                | 2            | 0           | Stabile     | 2            | Stabile      |
| Illinois             | 19           | 10          | Stabile     | 9            | Stabile      |
| Indiana              | 9            | 5           | 3           | 4            | 3            |
| Iowa                 | 5            | 3           | 2           | 2            | 2            |
| Kansas               | 4            | 2           | 1           | 2            | 1            |
| Kentucky             | 6            | 2           | 1           | 4            | 1            |
| Louisiana            | 7            | 2           | Stabile     | 5            | Stabile      |
| Maine                | 2            | 2           | Stabile     | 0            | Stabile      |
| Maryland             | 8            | 6           | Stabile     | 2            | Stabile      |
| Massachusetts        | 10           | 10          | Stabile     | 0            | Stabile      |
| Michigan             | 15           | 6           | Stabile     | 9            | Stabile      |
| Minnesota            | 8            | 5           | 1           | 3            | 1            |
| Mississippi          | 4            | 2           | Stabile     | 2            | Stabile      |
| Missouri             | 9            | 4           | Stabile     | 5            | Stabile      |
| Montana              | 1            | 0           | Stabile     | 1            | Stabile      |
| Nebraska             | 3            | 0           | Stabile     | 3            | Stabile      |
| Nevada               | 3            | 1           | Stabile     | 2            | Stabile      |
| New Hampshire        | 2            | 2           | 2           | 0            | 2            |
| New Jersey           | 13           | 7           | Stabile     | 6            | Stabile      |
| New York             | 29           | 23          | 3           | 6            | 3            |
| Nuovo Messico        | 3            | 2           | Stabile     | 1            | Stabile      |
| Ohio                 | 18           | 7           | 1           | 11           | 1            |
| Oklahoma             | 5            | 1           | Stabile     | 4            | Stabile      |
| Oregon               | 5            | 4           | Stabile     | 1            | Stabile      |
| Pennsylvania         | 19           | 11          | 4           | 8            | 4            |
| Rhode Island         | 2            | 2           | Stabile     | 0            | Stabile      |
| Tennessee            | 9            | 5           | Stabile     | 4            | Stabile      |
| Texas                | 32           | 13          | 2           | 19           | 2            |
| Utah                 | 3            | 1           | Stabile     | 2            | Stabile      |
| Vermont              | 1            | 1           | 1           | 0            | Stabile      |
| Virginia             | 11           | 3           | Stabile     | 8            | Stabile      |
| Virginia Occidentale | 3            | 2           | Stabile     | 1            | Stabile      |
| Washington           | 9            | 6           | Stabile     | 3            | Stabile      |
| Wisconsin            | 8            | 5           | 1           | 3            | 1            |
| Wyoming              | 1            | 0           | Stabile     | 1            | Stabile      |
| Totale               | 435          | 233         | 31          | 202          | 30           |

### Dettaglio per distretto
Democratico
     Repubblicano
     Passa a repubblicano
     Passa a democratico
| Stato                | Distretto | Deputato uscente               | Democratici                                    | Repubblicani                               | Altri                                                                                                   | Deputato eletto                |
| -------------------- | --------- | ------------------------------ | ---------------------------------------------- | ------------------------------------------ | --- | ------------------------------ |
| Alabama              | 1         | Jo Bonner (R)                  | Vivian Beckerle - 31,8%                        | Jo Bonner - 68,1%                          | | Jo Bonner (R)                  |
| Alabama              | 2         | Terry Everett (R)              | Chuck James - 30,4%                            | Terry Everett - 69,5%                      | | Terry Everett (R)              |
| Alabama              | 3         | Mike Rogers (R)                | Greg Pierce - 38,5%                            | Mike Rogers - 59,4%                        | Mark Layfield - 2,1%                                                                                    | Mike Rogers (R)                |
| Alabama              | 4         | Robert Aderholt (R)            | Barbara Bobo - 29,7%                           | Robert Aderholt - 70,2%                    | | Robert Aderholt (R)            |
| Alabama              | 5         | Robert Cramer (D)              | Robert Cramer - 98,3%                          | -                                          | | Robert Cramer (D)              |
| Alabama              | 6         | Spencer Bachus (R)             | -                                              | Spencer Bachus - 98,3%                     | | Spencer Bachus (R)             |
| Alabama              | 7         | Artur Davis (D)                | Artur Davis - 99,0%                            | -                                          | | Artur Davis (D)                |
| Alaska               | Unico     | Don Young (R)                  | Diane Benson - 40,2%                           | Don Young - 56,8%                          | Alexander Crawford (L) - 1,7% Eva Ince (V) - 0,8% Bill Ratigan (I) - 0,7%                               | Don Young (R)                  |
| Arizona              | 1         | Rick Renzi (R)                 | Rick Renzi - 51,8%                             | Ellen Simon - 43,4%                        | David Schlosser (L) - 4,8%                                                                              | Rick Renzi (R)                 |
| Arizona              | 2         | Trent Franks (R)               | John Thrasher - 38,9%                          | Trent Franks - 58,6%                       | Powell Gammill (L) - 2,5%                                                                               | Trent Franks (R)               |
| Arizona              | 3         | John Shadegg (R)               | Don Chilton - 38,2%                            | John Shadegg - 59,3%                       | Mark Yannone (L) - 2,5%                                                                                 | John Shadegg (R)               |
| Arizona              | 4         | Ed Pastor (D)                  | Ed Pastor - 72,5%                              | Don Karg - 23,9%                           | Ronald Harders (L) - 3,6%                                                                               | Ed Pastor (D)                  |
| Arizona              | 5         | John David Hayworth (R)        | Harry Mitchell - 50,4%                         | J. D. Hayworth - 46,4%                     | Warren Severin (L) - 3,1%                                                                               | Harry Mitchell (D)             |
| Arizona              | 6         | Jeff Flake (R)                 | -                                              | Jeff Flake - 74,8%                         | Jason Blair (L) - 25,2%                                                                                 | Jeff Flake (R)                 |
| Arizona              | 7         | Raúl Grijalva (D)              | Raúl Grijalva - 61,1%                          | Ron Drake - 35,4%                          | Joe Cobb (L) - 3,6%                                                                                     | Raúl Grijalva (D)              |
| Arizona              | 8         | Jim Kolbe (R)                  | Gabby Giffords - 54,3%                         | Randy Graf - 42,1%                         | David Nolan (L) - 1,9% Jay Quick (I) - 1,7%                                                             | Gabby Giffords (D)             |
| Arkansas             | 1         | Robert Marion Berry (D)        | Robert Marion Berry - 69,2%                    | Mickey Stumbaugh - 30,8%                   | | Robert Marion Berry (D)        |
| Arkansas             | 2         | Vic Snyder (D)                 | Vic Snyder - 69,5%                             | Andy Mayberry - 30,5%                      | | Vic Snyder (D)                 |
| Arkansas             | 3         | John Boozman (R)               | Woodrow Anderson - 37,6%                       | John Boozman - 62,4%                       | | John Boozman (R)               |
| Arkansas             | 4         | Mike Ross (D)                  | Mike Ross - 74,5%                              | Joe Ross - 25,5%                           | | Mike Ross (D)                  |
| California           | 1         | Mike Thompson (D)              | Mike Thompson - 66,3%                          | John Jones - 29,0%                         | Pamela Elizondo (V) - 3,1% Tim Stock - 1,6%                                                             | Mike Thompson (D)              |
| California           | 2         | Wally Herger (R)               | Arjinderpal Sekhon - 32,5%                     | Wally Herger - 64,2%                       | E. Kent Hinesley (L) - 3,3%                                                                             | Wally Herger (R)               |
| California           | 3         | Dan Lungren (R)                | Bill Durston - 37,9%                           | Dan Lungren - 59,5%                        | Douglas Arthur Tuma (L) - 1,6% Mike Roskey - 1,0%                                                       | Dan Lungren (R)                |
| California           | 4         | John Doolittle (R)             | Charles Brown - 45,4%                          | John Doolittle - 49,9%                     | Dan Warren (L) - 5,0%                                                                                   | John Doolittle (R)             |
| California           | 5         | Doris Matsui (D)               | Doris Matsui - 70,8%                           | X. Claire Yan - 23,6%                      | Jeff Kravitz (V) - 4,3% John C. Reiger - 1,3%                                                           | Doris Matsui (D)               |
| California           | 6         | Lynn Woolsey (D)               | Lynn Woolsey - 70,3%                           | Todd Hopper - 26,1%                        | Rich Friesen (L) - 3,6%                                                                                 | Lynn Woolsey (D)               |
| California           | 7         | George Miller (R)              | George Miller - 83,9%                          | -                                          | Camden McConnell (L) - 16,1%                                                                            | George Miller (D)              |
| California           | 8         | Nancy Pelosi (D)               | Nancy Pelosi - 80,4%                           | Mike DeNunzio - 10,8%                      | Krissy Keefer (V) - 7,4% Philip Berg (L) - 1,4%                                                         | Nancy Pelosi (D)               |
| California           | 9         | Barbara Lee (D)                | Barbara Lee - 86,4%                            | John den Dulk - 10,7%                      | Jim Eyer (L) - 2,9%                                                                                     | Barbara Lee (D)                |
| California           | 10        | Ellen Tauscher (D)             | Ellen Tauscher - 66,5%                         | Darcy Linn - 33,5%                         | | Ellen Tauscher (D)             |
| California           | 11        | Richard Pombo (R)              | Jerry McNerney - 53,2%                         | Richard Pombo - 46,8%                      | | Jerry McNerney (D)             |
| California           | 12        | Tom Lantos (D)                 | Tom Lantos - 76,1%                             | Michael Moloney - 23,9%                    | | Tom Lantos (D)                 |
| California           | 13        | Pete Stark (D)                 | Pete Stark - 74,9%                             | George Bruno - 25,1%                       | | Pete Stark (D)                 |
| California           | 14        | Anna Eshoo (D)                 | Anna Eshoo - 71,1%                             | Rob Smith - 24,3%                          | Brian Holtz (L) - 2,3% Carol Brouillet (V) - 2,3%                                                       | Anna Eshoo (D)                 |
| California           | 15        | Mike Honda (D)                 | Mike Honda - 72,4%                             | Raymond Chukwu - 27,6%                     | | Mike Honda (D)                 |
| California           | 16        | Zoe Lofgren (D)                | Zoe Lofgren - 72,8%                            | Charel Winston - 27,2%                     | | Zoe Lofgren (D)                |
| California           | 17        | Sam Farr (D)                   | Sam Farr - 75,9%                               | Anthony DeMaio - 22,6%                     | | Sam Farr (D)                   |
| California           | 18        | Dennis Cardoza (D)             | Dennis Cardoza - 65,4%                         | John Kanno - 34,6%                         | | Dennis Cardoza (D)             |
| California           | 19        | George Radanovich (R)          | TJ Cox - 39,4%                                 | George Radanovich - 60,6%                  | | George Radanovich (R)          |
| California           | 20        | Jim Costa (D)                  | Jim Costa                                      | -                                          | | Jim Costa (D)                  |
| California           | 21        | Devin Nunes (R)                | Steven Haze - 30,1%                            | Devin Nunes - 66,6%                        | John Miller (V) - 3,3%                                                                                  | Devin Nunes (R)                |
| California           | 22        | Bill Thomas (R)                | Sharon Beery - 29,2%                           | Kevin McCarthy - 70,8%                     | | Kevin McCarthy (R)             |
| California           | 23        | Lois Capps (D)                 | Lois Capps - 65,2%                             | Victor Tognazzini - 34,8%                  | | Lois Capps (D)                 |
| California           | 24        | Elton Gallegly (R)             | Jill Martinez - 37,9%                          | Elton Gallegly - 62,1%                     | | Elton Gallegly (R)             |
| California           | 25        | Howard McKeon (R)              | Robert Rodriguez - 35,6%                       | Howard McKeon - 60,1%                      | David Erickson (L) - 4,3%                                                                               | Howard McKeon (R)              |
| California           | 26        | David Dreier (R)               | Cynthia Matthews - 37,9%                       | David Dreier - 57,0%                       | Ted Brown (L) - 3,3% Elliott Graham - 1,8%                                                              | David Dreier (R)               |
| California           | 27        | Brad Sherman (D)               | Brad Sherman - 68,8%                           | Peter Hankwitz - 31,2%                     | | Brad Sherman (D)               |
| California           | 28        | Howard Berman (D)              | Howard Berman - 74,0%                          | Stanley Kesselman - 19,1%                  | Byron De Lear (V) - 3,5% Kelley Ross (L) - 3,4%                                                         | Howard Berman (D)              |
| California           | 29        | Adam Schiff (D)                | Adam Schiff - 63,5%                            | Bill Bodell - 27,5%                        | Bill Paparian (V) - 5,7% Lydia Llamas - 1,8% Jim Kelle (L) - 1,5%                                       | Adam Schiff (D)                |
| California           | 30        | Henry Waxman (D)               | Henry Waxman - 71,5%                           | David Jones - 26,4%                        | Adele Cannon - 2,1%                                                                                     | Henry Waxman (D)               |
| California           | 31        | Xavier Becerra (D)             | Xavier Becerra                                 | -                                          | | Xavier Becerra (D)             |
| California           | 32        | Hilda Solis (D)                | Hilda Solis - 83,0%                            | Leland Faegre - 17,0%                      | | Hilda Solis (D)                |
| California           | 33        | Diane Watson (D)               | Diane Watson                                   | -                                          | | Diane Watson (D)               |
| California           | 34        | Lucille Roybal-Allard (D)      | Lucille Roybal-Allard - 76,8%                  | Wayne Miller - 23,2%                       | | Lucille Roybal-Allard (D)      |
| California           | 35        | Maxine Waters (D)              | Maxine Waters - 83,8%                          | -                                          | Gordon Michael Mego - 8,5% Paul Ireland (L) - 7,7%                                                      | Maxine Waters (D)              |
| California           | 36        | Jane Harman (D)                | Jane Harman - 63,4%                            | Brian Gibson - 32,0%                       | Jim Smith - 2,7% Michael J. Binkley (L) - 1,9%                                                          | Jane Harman (D)                |
| California           | 37        | Juanita Millender-McDonald (D) | Juanita Millender-McDonald - 82,4%             | -                                          | Herb Peters (L) - 27,6%                                                                                 | Juanita Millender-McDonald (D) |
| California           | 38        | Grace Napolitano (D)           | Grace Napolitano - 75,4%                       | Sid Street - 24,6%                         | | Grace Napolitano (D)           |
| California           | 39        | Linda Sánchez (D)              | Linda Sánchez - 65,9%                          | James Andion - 34,1%                       | | Linda Sánchez (D)              |
| California           | 40        | Ed Royce (R)                   | Florice Hoffman - 30,7%                        | Ed Royce - 66,8%                           | Philip Inman (L) - 2,5%                                                                                 | Ed Royce (R)                   |
| California           | 41        | Jerry Lewis (R)                | Louis Contreras - 33,0%                        | Jerry Lewis - 67,0%                        | | Jerry Lewis (R)                |
| California           | 42        | Gary Miller (R)                | -                                              | Gary Miller                                | | Gary Miller (R)                |
| California           | 43        | Joe Baca (D)                   | Joe Baca - 64,5%                               | Scott Folkens - 35,5%                      | | Joe Baca (D)                   |
| California           | 44        | Ken Calvert (R)                | Louis Vandenberg - 37,1%                       | Ken Calvert - 60,0%                        | Kevin Akin - 2,9%                                                                                       | Ken Calvert (R)                |
| California           | 45        | Mary Bono (R)                  | David Roth - 39,3%                             | Mary Bono - 60,7%                          | | Mary Bono (R)                  |
| California           | 46        | Dana Rohrabacher (R)           | Jim Brandt - 36,7%                             | Dana Rohrabacher - 59,6%                   | Dennis Chang (L) - 3,7%                                                                                 | Dana Rohrabacher (R)           |
| California           | 47        | Loretta Sanchez (D)            | Loretta Sanchez - 62,4%                        | Tan Nguyan - 37,6%                         | | Loretta Sanchez (D)            |
| California           | 48        | John B. T. Campbell III (R)    | Steve Young - 37,2%                            | John B. T. Campbell III - 60,0%            | Bruce David Cohen (L) - 2,8%                                                                            | John B. T. Campbell III (R)    |
| California           | 49        | Darrell Issa (R)               | Jeeni Criscenzo - 33,5%                        | Darrell Issa - 63,4%                       | Lars Grossmith (L) - 3,1%                                                                               | Darrell Issa (R)               |
| California           | 50        | Brian Bilbray (R)              | Francine Busby - 43,5%                         | Brian Bilbray - 53,2%                      | Paul King (L) - 1,8% Miriam E. Clark - 1,5%                                                             | Brian Bilbray (R)              |
| California           | 51        | Bob Filner (D)                 | Bob Filner - 67,5%                             | Blake Miles - 30,1%                        | Dan Litwin (L) - 2,4%                                                                                   | Bob Filner (D)                 |
| California           | 52        | Duncan D. Hunter (R)           | John Rinaldi - 32,0%                           | Duncan D. Hunter - 64,7%                   | Michael Benoit (L) - 3,3%                                                                               | Duncan D. Hunter (R)           |
| California           | 53        | Susan Davis (D)                | Susan Davis - 67,6%                            | John Woodrum - 30,0%                       | Ernest Lippe (L) - 2,4%                                                                                 | Susan Davis (D)                |
| Carolina del Nord    | 1         | G. K. Butterfield (D)          | G. K. Butterfield                              | -                                          | | G. K. Butterfield (D)          |
| Carolina del Nord    | 2         | Bob Etheridge (D)              | Bob Etheridge - 66,5%                          | Dan Mansell - 33,5%                        | | Bob Etheridge (D)              |
| Carolina del Nord    | 3         | Walter Jones (R)               | Craig Weber - 31,4%                            | Walter Jones - 68,6%                       | | Walter Jones (R)               |
| Carolina del Nord    | 4         | David Price (D)                | David Price - 65,0%                            | Steven Acuff - 35,0%                       | | David Price (D)                |
| Carolina del Nord    | 5         | Virginia Foxx (R)              | Roger Sharpe - 42,8%                           | Virginia Foxx - 57,2%                      | | Virginia Foxx (R)              |
| Carolina del Nord    | 6         | Howard Coble (R)               | Rory Blake - 29,2%                             | Howard Coble - 70,8%                       | | Howard Coble (R)               |
| Carolina del Nord    | 7         | Mike McIntyre (D)              | Shirley Davis - 27,2%                          | Mike McIntyre - 72,8%                      | | Mike McIntyre (D)              |
| Carolina del Nord    | 8         | Robin Hayes (R)                | Larry Kissell - 49,9%                          | Robin Hayes - 50,1%                        | | Robin Hayes (R)                |
| Carolina del Nord    | 9         | Sue Myrick (R)                 | Bill Glass - 33,5%                             | Sue Myrick - 66,5%                         | | Sue Myrick (R)                 |
| Carolina del Nord    | 10        | Patrick McHenry (R)            | Richard Carsner - 38,2%                        | Patrick McHenry - 61,8%                    | | Patrick McHenry (R)            |
| Carolina del Nord    | 11        | Charles Taylor (R)             | Heath Shuler - 53,8%                           | Charles Taylor - 46,2%                     | | Heath Shuler (D)               |
| Carolina del Nord    | 12        | Mel Watt (D)                   | Mel Watt - 67,0%                               | Ada Fisher - 33,0%                         | | Mel Watt (D)                   |
| Carolina del Nord    | 13        | Brad Miller (D)                | Brad Miller - 63,7%                            | Vernon Robinson - 36,3%                    | | Brad Miller (D)                |
| Carolina del Sud     | 1         | Henry Brown (R)                | Randy Maatta - 39,9%                           | Henry Brown - 57,9%                        | James Dunn (V) - 2,2%                                                                                   | Henry Brown (R)                |
| Carolina del Sud     | 2         | Joe Wilson (R)                 | Michael Ray Ellisor - 37,3%                    | Joe Wilson - 62,6%                         | | Joe Wilson (R)                 |
| Carolina del Sud     | 3         | Gresham Barrett (R)            | Lee Ballenger - 37,1%                          | Gresham Barrett - 62,9%                    | | Gresham Barrett (R)            |
| Carolina del Sud     | 4         | Bob Inglis (R)                 | William Griffith - 32,0%                       | Bob Inglis - 64,2%                         | John Cobin (L) - 2,5% C. Faye Walters (V) - 1,3%                                                        | Bob Inglis (R)                 |
| Carolina del Sud     | 5         | John Spratt (D)                | John Spratt - 56,9%                            | Ralph Norman - 43,1%                       | | John Spratt (D)                |
| Carolina del Sud     | 6         | Jim Clyburn (D)                | Jim Clyburn - 64,4%                            | Gary McLeod - 34,2%                        | Antonio Williams (V) - 1,4%                                                                             | Jim Clyburn (D)                |
| Colorado             | 1         | Diana DeGette (D)              | Diana DeGette - 79,8%                          | -                                          | Tom Kelly (V) - 20,2%                                                                                   | Diana DeGette (D)              |
| Colorado             | 2         | Mark Udall (D)                 | Mark Udall - 68,3%                             | Rich Mancuso - 28,3%                       | Norm Olsen (L) - 2,2% Joe Calhoun (V) - 1,3%                                                            | Mark Udall (D)                 |
| Colorado             | 3         | John Salazar (D)               | John Salazar - 61,6%                           | Scott Tipton - 36,5%                       | Bob Sargent (L) - 1,9%                                                                                  | John Salazar (D)               |
| Colorado             | 4         | Marilyn Musgrave (R)           | Angie Paccione - 43,1%                         | Marilyn Musgrave - 45,6%                   | Eric Eidsness (R) - 11,3%                                                                               | Marilyn Musgrave (R)           |
| Colorado             | 5         | Joel Hefley (R)                | Jay Fawcett - 40,4%                            | Doug Lamborn - 59,6%                       | | Doug Lamborn (R)               |
| Colorado             | 6         | Tom Tancredo (R)               | Bill Winter - 39,9%                            | Tom Tancredo - 58,6%                       | Jack Woehr (L) - 1,5%                                                                                   | Tom Tancredo (R)               |
| Colorado             | 7         | Bob Beauprez (R)               | Ed Perlmutter - 54,9%                          | Rick O'Donnell - 42,1%                     | Dave Chandler (V) - 1,6% Roger McCarville (C) - 1,4%                                                    | Ed Perlmutter (D)              |
| Connecticut          | 1         | John Larson (D)                | John Larson - 74,5%                            | Scott MacLean - 25,5%                      | | John Larson (D)                |
| Connecticut          | 2         | Rob Simmons (R)                | Joe Courtney - 50,02%                          | Rob Simmons - 49,98%                       | | Joe Courtney (D)               |
| Connecticut          | 3         | Rosa DeLauro (D)               | Rosa DeLauro - 76,0%                           | Joseph Vollano - 22,4%                     | Daniel Sumrall (V) - 1,6%                                                                               | Rosa DeLauro (D)               |
| Connecticut          | 4         | Chris Shays (R)                | Diane Farrell - 47,6%                          | Chris Shays - 50,9%                        | Phil Maymin (L) - 1,5%                                                                                  | Chris Shays (R)                |
| Connecticut          | 5         | Nancy Johnson (R)              | Chris Murphy - 56,5%                           | Nancy Johnson - 43,5%                      | | Chris Murphy (D)               |
| Dakota del Nord      | Unico     | Earl Pomeroy (D-NPL)           | Earl Pomeroy - 65,7%                           | Matthew Mechtel - 34,3%                    | | Earl Pomeroy (D-NPL)           |
| Dakota del Sud       | Unico     | Stephanie Herseth Sandlin (D)  | Stephanie Herseth Sandlin - 69,1%              | Bruce Whalen - 29,3%                       | Larry Rudebusch (L) - 1,6%                                                                              | Stephanie Herseth Sandlin (D)  |
| Delaware             | Unico     | Mike Castle (R)                | Dennis Spivack - 38,8%                         | Mike Castle - 57,2%                        | Karen Hartley-Nagle (I) - 2,2% Michael Berg (L) - 1,8%                                                  | Mike Castle (R)                |
| Florida              | 1         | Jeff Miller (R)                | Joe Roberts - 31,5%                            | Jeff Miller - 68,5%                        | | Jeff Miller (R)                |
| Florida              | 2         | Allen Boyd (D)                 | Allen Boyd                                     | -                                          | | Allen Boyd (D)                 |
| Florida              | 3         | Corrine Brown (D)              | Corrine Brown                                  | -                                          | | Corrine Brown (D)              |
| Florida              | 4         | Ander Crenshaw (R)             | Bob Harms - 30,3%                              | Ander Crenshaw - 69,7%                     | | Ander Crenshaw (R)             |
| Florida              | 5         | Ginny Brown-Waite (R)          | John T. Russell - 40,1%                        | Ginny Brown-Waite - 59,9%                  | | Ginny Brown-Waite (R)          |
| Florida              | 6         | Cliff Stearns (R)              | Dave Bruderly - 40,1%                          | Cliff Stearns - 59,9%                      | | Cliff Stearns (R)              |
| Florida              | 7         | John Mica (R)                  | Jack Chagnon - 36,9%                           | John Mica - 63,1%                          | | John Mica (R)                  |
| Florida              | 8         | Ric Keller (R)                 | Charlie Stuart - 45,7%                         | Ric Keller - 52,8%                         | Wesley Hoaglund (I) - 1,5%                                                                              | Ric Keller (R)                 |
| Florida              | 9         | Michael Bilirakis (R)          | Phyllis Busansky - 44,1%                       | Gus Bilirakis - 55,9%                      | | Gus Bilirakis (R)              |
| Florida              | 10        | Bill Young (R)                 | Samm Simpson - 34,1%                           | Bill Young - 65,9%                         | | Bill Young (R)                 |
| Florida              | 11        | Jim Davis (D)                  | Kathy Castor - 69,7%                           | Eddie Adams - 30,3%                        | | Kathy Castor (D)               |
| Florida              | 12        | Adam Putnam (R)                | -                                              | Adam Putnam - 69,1%                        | Joe Viscusi (I) - 19,4% Ed Bowlin III (I) - 11,5%                                                       | Adam Putnam (R)                |
| Florida              | 13        | Katherine Harris (R)           | Christine Jennings - 49,9%                     | Vern Buchanan - 50,1%                      | | Vern Buchanan (R)              |
| Florida              | 14        | Connie Mack IV (R)             | Robert Neeld - 35,6%                           | Connie Mack IV - 64,4%                     | | Connie Mack IV (R)             |
| Florida              | 15        | Dave Weldon (R)                | Bob Bowman - 43,7%                             | Dave Weldon - 56,3%                        | | Dave Weldon (R)                |
| Florida              | 16        | Mark Foley (R)                 | Tim Mahoney - 49,5%                            | Joe Negron - 47,7%                         | Emmie Lee Ross (I) - 2,8%                                                                               | Tim Mahoney (D)                |
| Florida              | 17        | Kendrick Meek (D)              | -                                              | Kendrick Meek                              | | Kendrick Meek (D)              |
| Florida              | 18        | Ileana Ros-Lehtinen (R)        | David Patlak - 37,9%                           | Ileana Ros-Lehtinen - 62,1%                | | Ileana Ros-Lehtinen (R)        |
| Florida              | 19        | Robert Wexler (D)              | Robert Wexler                                  | -                                          | | Robert Wexler (D)              |
| Florida              | 20        | Debbie Wasserman Schultz (D)   | Debbie Wasserman Schultz                       | -                                          | | Debbie Wasserman Schultz (D)   |
| Florida              | 21        | Lincoln Díaz-Balart (R)        | Frank Gonzalez - 40,5%                         | Lincoln Díaz-Balart - 59,5%                | | Lincoln Díaz-Balart (R)        |
| Florida              | 22        | E. Clay Shaw, Jr. (R)          | Ron Klein - 50,9%                              | E. Clay Shaw, Jr. - 47,1%                  | Neil Evangelista (L) - 2,0%                                                                             | Ron Klein (D)                  |
| Florida              | 23        | Alcee Hastings (D)             | Alcee Hastings                                 | -                                          | | Alcee Hastings (D)             |
| Florida              | 24        | Tom Feeney (R)                 | Clint Curtis - 42,1%                           | Tom Feeney - 57,9%                         | | Tom Feeney (R)                 |
| Florida              | 25        | Mario Díaz-Balart (R)          | Michael Calderin - 41,5%                       | Mario Díaz-Balart - 58,5%                  | | Mario Díaz-Balart (R)          |
| Georgia              | 1         | Jack Kingston (R)              | Jim Nelson - 31,5%                             | Jack Kingston - 68,5%                      | | Jack Kingston (R)              |
| Georgia              | 2         | Sanford Bishop (D)             | Sanford Bishop - 67,9%                         | Brad Hughes - 32,1%                        | | Sanford Bishop (D)             |
| Georgia              | 3         | Lynn Westmoreland (R)          | Mike McGraw - 32,4%                            | Lynn Westmoreland - 67,6%                  | | Lynn Westmoreland (R)          |
| Georgia              | 4         | Cynthia McKinney (D)           | Hank Johnson - 75,4%                           | Catherine Davis - 24,6%                    | | Hank Johnson (D)               |
| Georgia              | 5         | John Lewis (D)                 | John Lewis                                     | -                                          | | John Lewis (D)                 |
| Georgia              | 6         | Tom Price (R)                  | Steve Sinton - 27,6%                           | Tom Price - 72,4%                          | | Tom Price (R)                  |
| Georgia              | 7         | John Linder (R)                | Allan Burns - 29,1%                            | John Linder - 70,9%                        | | John Linder (R)                |
| Georgia              | 8         | Jim Marshall (D)               | Jim Marshall - 50,5%                           | Mac Collins - 49,5%                        | | Jim Marshall (D)               |
| Georgia              | 9         | Nathan Deal (R)                | John Bradbury - 23,4%                          | Nathan Deal - 76,6%                        | | Nathan Deal (R)                |
| Georgia              | 10        | Charlie Norwood (R)            | Terry Holley - 32,6%                           | Charlie Norwood - 67,4%                    | | Charlie Norwood (R)            |
| Georgia              | 11        | Phil Gingrey (R)               | Patrick Pillion - 28,9%                        | Phil Gingrey - 71,1%                       | | Phil Gingrey (R)               |
| Georgia              | 12        | John Barrow (D)                | John Barrow - 50,3%                            | Max Burns - 49,7%                          | | John Barrow (D)                |
| Georgia              | 13        | David Scott (D)                | David Scott - 69,2%                            | Deborah Honeycutt - 30,8%                  | | David Scott (D)                |
| Hawaii               | 1         | Neil Abercrombie (D)           | Neil Abercrombie - 69,4%                       | Richard Hough - 30,6%                      | | Neil Abercrombie (D)           |
| Hawaii               | 2         | Ed Case (D)                    | Mazie Hirono - 61,0%                           | Bob Hogue - 39,0%                          | | Mazie Hirono (D)               |
| Idaho                | 1         | Butch Otter (R)                | Larry Grant - 44,8%                            | Bill Sali - 49,9%                          | Dave Olson (I) - 3,0% Andy Hedden-Nicely - 1,2% Paul Smith (C) - 1,1%                                   | Bill Sali (R)                  |
| Idaho                | 2         | Mike Simpson (R)               | Jim Hansen - 34,4%                             | Mike Simpson - 62,0%                       | Cameron Firth (I) - 2,4% Travis Hedrick (C) - 1,2%                                                      | Mike Simpson (R)               |
| Illinois             | 1         | Bobby Rush (D)                 | Bobby Rush - 84,1%                             | Jason Tabour - 15,9%                       | | Bobby Rush (D)                 |
| Illinois             | 2         | Jesse Jackson, Jr. (D)         | Jesse Jackson, Jr. - 84,8%                     | Robert Belin - 11,8%                       | Anthony Williams - 3,3%                                                                                 | Jesse Jackson, Jr. (D)         |
| Illinois             | 3         | Dan Lipinski (D)               | Dan Lipinski - 77,1%                           | Ray Wardingley - 22,9%                     | | Dan Lipinski (D)               |
| Illinois             | 4         | Luis Gutiérrez (D)             | Luis Gutiérrez - 85,8%                         | Ann Melichar - 14,2%                       | | Luis Gutiérrez (D)             |
| Illinois             | 5         | Rahm Emanuel (D)               | Rahm Emanuel - 78,0%                           | Kevin White - 22,0%                        | | Rahm Emanuel (D)               |
| Illinois             | 6         | Henry Hyde (R)                 | Tammy Duckworth - 48,6%                        | Peter Roskam - 51,4%                       | | Peter Roskam (R)               |
| Illinois             | 7         | Danny Davis (D)                | Danny Davis - 86,7%                            | Charles Hutchinson - 13,3%                 | | Danny Davis (D)                |
| Illinois             | 8         | Melissa Bean (D)               | Melissa Bean - 50,9%                           | David McSweeney - 44,0%                    | Bill Scheurer (I) - 5,1%                                                                                | Melissa Bean (D)               |
| Illinois             | 9         | Jan Schakowsky (D)             | Jan Schakowsky - 74,6%                         | Michael Shannon - 25,4%                    | | Jan Schakowsky (D)             |
| Illinois             | 10        | Mark Kirk (R)                  | Daniel Seals - 46,6%                           | Mark Kirk - 53,4%                          | | Mark Kirk (R)                  |
| Illinois             | 11        | Jerry Weller (R)               | John Pavich - 44,9%                            | Jerry Weller - 55,1%                       | | Jerry Weller (R)               |
| Illinois             | 12        | Jerry Costello (D)             | Jerry Costello                                 | -                                          | | Jerry Costello (D)             |
| Illinois             | 13        | Judy Biggert (R)               | Joseph Shannon - 41,7%                         | Judy Biggert - 58,3%                       | | Judy Biggert (R)               |
| Illinois             | 14        | Dennis Hastert (D)             | John Laesch - 40,2%                            | Dennis Hastert - 59,8%                     | | Dennis Hastert (R)             |
| Illinois             | 15        | Timothy V. Johnson (R)         | David Gill - 42,4%                             | Timothy V. Johnson - 57,6%                 | | Timothy V. Johnson (R)         |
| Illinois             | 16        | Donald Manzullo (R)            | Richard Auman - 32,1%                          | Donald Manzullo - 63,6%                    | John L. Borling - 4,3%                                                                                  | Donald Manzullo (R)            |
| Illinois             | 17        | Phil Hare (D)                  | Phil Hare - 57,2%                              | Andrea Lane Zinga - 42,8%                  | | Phil Hare (D)                  |
| Illinois             | 18        | Ray LaHood (R)                 | Steve Waterworth - 32,7%                       | Ray LaHood - 67,3%                         | | Ray LaHood (R)                 |
| Illinois             | 19        | John Shimkus (R)               | Dan Stover - 39,7%                             | John Shimkus - 60,3%                       | | John Shimkus (R)               |
| Indiana              | 1         | Pete Visclosky (D)             | Pete Visclosky - 69,7%                         | Mark Leyva - 26,8%                         | Charles Barman (I) - 3,5%                                                                               | Pete Visclosky (D)             |
| Indiana              | 2         | Chris Chocola (R)              | Joe Donnelly - 54,0%                           | Chris Chocola - 46,0%                      | | Joe Donnelly (D)               |
| Indiana              | 3         | Mark Souder (R)                | Tom Hayhurst - 45,7%                           | Mark Souder - 54,3%                        | | Mark Souder (R)                |
| Indiana              | 4         | Steve Buyer (R)                | David Sanders - 37,6%                          | Steve Buyer - 62,4%                        | | Steve Buyer (R)                |
| Indiana              | 5         | Dan Burton (R)                 | Katherine Fox Carr - 31,4%                     | Dan Burton - 65,0%                         | Sheri Sharlow (L) - 3,6%                                                                                | Dan Burton (R)                 |
| Indiana              | 6         | Mike Pence (R)                 | Barry Welsh - 40,0%                            | Mike Pence - 60,0%                         | | Mike Pence (R)                 |
| Indiana              | 7         | Julia Carson (D)               | Julia Carson - 53,8%                           | Eric Dickerson - 46,2%                     | | Julia Carson (D)               |
| Indiana              | 8         | John Hostettler (R)            | Brad Ellsworth - 61,0%                         | John Hostettler - 39,0%                    | | Brad Ellsworth (D)             |
| Indiana              | 9         | Mike Sodrel (R)                | Baron Hill - 50,0%                             | Mike Sodrel - 45,5%                        | Eric Schansberg (L) - 4,5%                                                                              | Baron Hill (D)                 |
| Iowa                 | 1         | Jim Nussle (R)                 | Bruce Braley - 55,0%                           | Mike Whalen - 43,3%                        | James Hill - 1,1% Al Schoeman (L) - 0,6%                                                                | Bruce Braley (D)               |
| Iowa                 | 2         | Jim Leach (R)                  | David Loebsack - 51,4%                         | Jim Leach - 48,6%                          | | David Loebsack (D)             |
| Iowa                 | 3         | Leonard Boswell (D)            | Leonard Boswell - 51,8%                        | Jeff Lamberti - 46,7%                      | Helen Meyers - 1,5%                                                                                     | Leonard Boswell (D)            |
| Iowa                 | 4         | Tom Latham (R)                 | Selden Spencer - 42,6%                         | Tom Latham - 57,4%                         | | Tom Latham (R)                 |
| Iowa                 | 5         | Steve King (R)                 | Joyce Schulte - 35,7%                          | Steve King - 58,4%                         | Roy Nielsen (I) - 4,5% Cheryl Broderson (I) - 1,4%                                                      | Steve King (R)                 |
| Kansas               | 1         | Jerry Moran (R)                | John Doll - 19,9%                              | Jerry Moran - 78,7%                        | Sylvester Cain - 1,4%                                                                                   | Jerry Moran (R)                |
| Kansas               | 2         | Jim Ryun (R)                   | Nancy Boyda - 50,6%                            | Jim Ryun - 47,1%                           | Roger Tucker - 2,3%                                                                                     | Nancy Boyda (D)                |
| Kansas               | 3         | Dennis Moore (D)               | Dennis Moore - 64,5%                           | Chuck Ahner - 33,8%                        | Bob Conroy - 1,7%                                                                                       | Dennis Moore (D)               |
| Kansas               | 4         | Todd Tiahrt (R)                | Garth McGinn - 33,8%                           | Todd Tiahrt - 63,7%                        | Joy Holt - 2,5%                                                                                         | Todd Tiahrt (R)                |
| Kentucky             | 1         | Ed Whitfield (R)               | Tom Barlow - 40,4%                             | Ed Whitfield - 59,6%                       | | Ed Whitfield (R)               |
| Kentucky             | 2         | Ron Lewis (R)                  | Mike Weaver - 44,6%                            | Ron Lewis - 55,4%                          | | Ron Lewis (R)                  |
| Kentucky             | 3         | Anne Northup (R)               | John Yarmuth - 50,6%                           | Anne Northup - 48,2%                       | Donna Walker Mancini (L) - 0,9% Ed Parker (C) - 0,3%                                                    | John Yarmuth (D)               |
| Kentucky             | 4         | Geoff Davis (R)                | Ken Lucas - 43,4%                              | Geoff Davis - 51,7%                        | Brian Houillion (L) - 4,9%                                                                              | Geoff Davis (R)                |
| Kentucky             | 5         | Hal Rogers (R)                 | Kenneth Stepp - 26,2%                          | Hal Rogers - 73,8%                         | | Hal Rogers (R)                 |
| Kentucky             | 6         | Ben Chandler (D)               | Ben Chandler - 85,5%                           | -                                          | Paul Ard (L) - 14,5%                                                                                    | Ben Chandler (D)               |
| Louisiana            | 1         | Bobby Jindal (R)               | David Gereighty - 7,4% Stacey Tallitsch - 3,4% | Bobby Jindal - 88,1%                       | Peter Beary (L) - 1,1%                                                                                  | Bobby Jindal (R)               |
| Louisiana            | 2         | William J. Jefferson (D)       | William Jefferson - 56,6% Karen Carter - 43,3% | -                                          | | William J. Jefferson (D)       |
| Louisiana            | 3         | Charlie Melançon (D)           | Charlie Melançon - 55,0% Olangee Breech - 3,1% | Craig Romero - 40,3%                       | James Lee Blake (L) - 1,6%                                                                              | Charlie Melançon (D)           |
| Louisiana            | 4         | Jim McCrery (R)                | Artis Cash - 16,9% Patti Cox - 13,2%           | Jim McCrery - 57,4% Chester Kelley - 12,4% | Chester Kelly (I) - 3,5% Gerard Bowen (I) - 0,7%                                                        | Jim McCrery (R)                |
| Louisiana            | 5         | Rodney Alexander (R)           | Gloria Williams Hearn - 29,0%                  | Rodney Alexander - 68,3%                   | Brent Sanders (L)- 1,6% John Watts (I) - 1,1%                                                           | Rodney Alexander (R)           |
| Louisiana            | 6         | Richard Baker (R)              | -                                              | Bill Cassidy - 82,8%                       | Richard Fontanesi (L) - 18,2%                                                                           | Richard Baker (R)              |
| Louisiana            | 7         | Charles Boustany (R)           | Mike Stagg - 29,3%                             | Charles Boustany - 70,7%                   | | Charles Boustany (R)           |
| Maine                | 1         | Tom Allen (D)                  | Tom Allen - 60,8%                              | Darlene Curley - 31,3%                     | Dexter Kamilewicz (I) - 7,9%                                                                            | Tom Allen (D)                  |
| Maine                | 2         | Mike Michaud (D)               | Mike Michaud - 70,5%                           | Scott D'Amboise - 29,5%                    | | Mike Michaud (D)               |
| Maryland             | 1         | Wayne Gilchrest (R)            | Jim Corwin - 31,1%                             | Wayne Gilchrest - 68,8%                    | | Wayne Gilchrest                |
| Maryland             | 2         | Dutch Ruppersberger (D)        | Dutch Ruppersberger - 69,2%                    | Jimmy Mathis - 30,7%                       | | Dutch Ruppersberger (D)        |
| Maryland             | 3         | Ben Cardin (D)                 | John Sarbanes - 64,0%                          | John White - 33,8%                         | Charles Curtis McPeek (L) - 2,1%                                                                        | John Sarbanes (D)              |
| Maryland             | 4         | Albert Wynn (D)                | Albert Wynn - 80,7%                            | Moshe Starkman - 18,6%                     | | Donna Edwards (D)              |
| Maryland             | 5         | Steny Hoyer (D)                | Steny Hoyer - 82,7%                            | -                                          | Steve Warner (V) - 16,5%                                                                                | Steny Hoyer (D)                |
| Maryland             | 6         | Roscoe Bartlett (R)            | Andrew Duck - 38,4%                            | Roscoe Bartlett - 59,0%                    | Bob Kozak (V) - 2,5%                                                                                    | Roscoe Bartlett (R)            |
| Maryland             | 7         | Elijah Cummings (D)            | Elijah Cummings - 98,1%                        | -                                          | | Elijah Cummings (D)            |
| Maryland             | 8         | Chris Van Hollen (D)           | Chris Van Hollen - 76,5%                       | Jeff Stein - 21,9%                         | Gerard Giblin (V) - 1,5%                                                                                | Chris Van Hollen (D)           |
| Massachusetts        | 1         | John Olver (D)                 | John Olver - 76,5%                             | -                                          | Bill Szych - 23,5%                                                                                      | John Olver (D)                 |
| Massachusetts        | 2         | Richard Neal (D)               | Richard Neal                                   | -                                          | | Richard Neal (D)               |
| Massachusetts        | 3         | Jim McGovern (D)               | Jim McGovern                                   | -                                          | | Jim McGovern (D)               |
| Massachusetts        | 4         | Barney Frank (D)               | Barney Frank                                   | -                                          | | Barney Frank (D)               |
| Massachusetts        | 5         | Marty Meehan (D)               | Marty Meehan                                   | -                                          | | Marty Meehan (D)               |
| Massachusetts        | 6         | John Tierney (D)               | John Tierney - 69,7%                           | Rick Barton - 29,3%                        | | John Tierney (D)               |
| Massachusetts        | 7         | Ed Markey (D)                  | Ed Markey                                      | -                                          | | Ed Markey (D)                  |
| Massachusetts        | 8         | Mike Capuano (D)               | Mike Capuano - 91,0%                           | -                                          | Laura Garza - 9,0%                                                                                      | Mike Capauano (D)              |
| Massachusetts        | 9         | Stephen Lynch (D)              | Stephen Lynch - 78,2%                          | Jack Robinson - 21,8%                      | | Stephen Lynch (D)              |
| Massachusetts        | 10        | Bill Delahunt (D)              | Bill Delahunt - 64,3%                          | Jeff Beatty - 21,4%                        | Peter White (I) - 6,3%                                                                                  | Bill Delahunt (D)              |
| Michigan             | 1         | Bart Stupak (D)                | Bart Stupak - 69,4%                            | Don Hooper - 28,0%                         | Joshua Warren - 0,9% David Newland (V) - 0,9% Ken Proctor (L) - 0,8%                                    | Bart Stupak (D)                |
| Michigan             | 2         | Pete Hoekstra (R)              | Kimon Kotos - 31,6%                            | Pete Hoekstra - 66,4%                      | Ronald Graeser - 1,0% Steven Van Til (L) - 1,0%                                                         | Pete Hoekstra (R)              |
| Michigan             | 3         | Vern Ehlers (R)                | Jim Rinck - 34,6%                              | Vern Ehlers - 63,1%                        | Jeff Steinport (L) - 1,4% Rodger Gurk (V) - 0,9%                                                        | Vern Ehlers (R)                |
| Michigan             | 4         | David Lee Camp (R)             | Mike Huckleberry - 37,9%                       | David Lee Camp - 60,6%                     | John Emerick - 0,8% Allitta Hren (L) - 0,7%                                                             | David Lee Camp (R)             |
| Michigan             | 5         | Dan Kildee (D)                 | Dan Kildee - 72,9%                             | Eric Klammer - 25,2%                       | Ken Mathenia (V) - 1,0% Steve Samoranksi (L) - 0,9%                                                     | Dan Kildee (D)                 |
| Michigan             | 6         | Fred Upton (R)                 | Kim Clark - 37,9%                              | Fred Upton - 60,6%                         | Kenneth Howe (L) - 1,5%                                                                                 | Fred Upton (R)                 |
| Michigan             | 7         | Joe Schwarz (R)                | Sharon Marie Renier - 46,0%                    | Tim Walberg - 49,9%                        | Robert Hutchinson (L) - 1,5% David Horn - 1,5% Joe Schwarz - 1,1%                                       | Tim Walberg (R)                |
| Michigan             | 8         | Mike Rogers (R)                | Jim Marcinkowski - 42,9%                       | Mike Rogers - 55,3%                        | Dick Gach (L) - 1,0% Aaron Stuttman (V) - 0,9%                                                          | Mike Rogers (R)                |
| Michigan             | 9         | Joe Knollenberg (R)            | Nancy Skinner - 46,2%                          | Joe Knollenberg - 51,6%                    | Adam Goodman (L) - 1,3% Matthew Abel (V) - 0,9%                                                         | Joe Knollenberg (R)            |
| Michigan             | 10        | Candice Miller (R)             | Robert Denison - 31,3%                         | Candice Miller - 66,2%                     | Mark Byrne (L) - 1,1% Candace Caveny (V) - 0,7% Richard Gualdoni - 0,7%                                 | Candice Miller (R)             |
| Michigan             | 11        | Thad McCotter (R)              | Tony Trupiano - 43,0%                          | Thad McCotter - 54,1%                      | John Tatar (L) - 1,6% Charles Tackett - 1,3%                                                            | Thad McCotter (R)              |
| Michigan             | 12        | Sander Levin (D)               | Sander Levin - 70,2%                           | Randell J. Shafer - 26,1%                  | Andy Lecureaux (L) - 1,3% Les Townsend - 0,9% Jerome S. White (I) - 0,8% Art Mayatt (V) - 0,7%          | Sander Levin (D)               |
| Michigan             | 13        | Carolyn Cheeks Kilpatrick (D)  | Carolyn Cheeks Kilpatrick                      | -                                          | | Carolyn Cheeks Kilpatrick (D)  |
| Michigan             | 14        | John Conyers (D)               | John Conyers - 85,3%                           | Chad Miles - 14,7%                         | | John Conyers (D)               |
| Michigan             | 15        | John Dingell (D)               | John Dingell - 87,9%                           | -                                          | Aimee Smith (V) - 4,6% Gregory Stempfle (L) - 4,1% Robert Czak - 3,4%                                   | John Conyers (D)               |
| Minnesota            | 1         | Gil Gutknecht (R)              | Tim Walz - 52,7%                               | Gil Gutknecht - 47,1%                      | | Tim Walz (DFL)                 |
| Minnesota            | 2         | John Kline (R)                 | Coleen Rowley - 40,0%                          | John Kline - 56,2%                         | Douglas Williams (I) - 3,7%                                                                             | John Kline (R)                 |
| Minnesota            | 3         | Jim Ramstad (R)                | Wendy Wilde - 35,0%                            | Jim Ramstad - 64,9%                        | | Jim Ramstad (R)                |
| Minnesota            | 4         | Betty McCollum (DFL)           | Betty McCollum - 69,5%                         | Obi Sium - 30,2%                           | | Betty McCollum (DFL)           |
| Minnesota            | 5         | Martin Olav Sabo (DFL)         | Keith Ellison - 55,6%                          | Alan Fine - 21,3%                          | Tammy Lee (I) - 21,0% Jay Pond (V) - 2,0%                                                               | Keith Ellison (DFL)            |
| Minnesota            | 6         | Mark Kennedy (R)               | Patty Wetterling - 42,1%                       | Michele Bachmann - 50,1%                   | John Binkowski (I) - 7,8%                                                                               | Michele Bachmann (R)           |
| Minnesota            | 7         | Collin Peterson (DFL)          | Collin Peterson - 69,7%                        | Mike Barrett - 29,0%                       | Ken Lucier (C) - 1,3%                                                                                   | Collin Peterson (DFL)          |
| Minnesota            | 8         | Jim Oberstar (DFL)             | Jim Oberstar - 63,6%                           | Rod Grams - 34,4%                          | Harry Welty - 1,9%                                                                                      | Jim Oberstar (DFL)             |
| Mississippi          | 1         | Roger Wicker (R)               | Ken Hurt - 34,1%                               | Roger Wicker - 65,9%                       | | Roger Wicker (R)               |
| Mississippi          | 2         | Bennie Thompson (D)            | Bennie Thompson - 64,3%                        | Yvonne Brown - 35,7%                       | | Bennie Thompson (D)            |
| Mississippi          | 3         | Chip Pickering (R)             | -                                              | Chip Pickering - 77,7%                     | Jim Giles (I) - 16,1% Lamonica Magee - 6,2%                                                             | Chip Pickering (R)             |
| Mississippi          | 4         | Gene Taylor (D)                | Gene Taylor - 79,8%                            | Randy McDonnell - 20,2%                    | | Gene Taylor (D)                |
| Missouri             | 1         | Lacy Clay (D)                  | Lacy Clay - 72,9%                              | Mark Byrne - 24,7%                         | Robb Cunningham (L) - 2,4%                                                                              | Lacy Clay (D)                  |
| Missouri             | 2         | Todd Akin (R)                  | George Weber - 36,6%                           | Todd Akin - 61,3%                          | Tamara Millay (L) - 2,1%                                                                                | Todd Akin (R)                  |
| Missouri             | 3         | Russ Carnahan (D)              | Russ Carnahan - 65,6%                          | David Bertelsen - 31,7%                    | Rob Christophel (L) - 1,9% David Sladky - 0,8%                                                          | Russ Carnahan (D)              |
| Missouri             | 4         | Ike Skelton (D)                | Ike Skelton - 67,6%                            | Jim Noland - 29,4%                         | Bryce Holthouse (L) - 1,9% Mel Ivey - 1,0%                                                              | Ike Skelton (D)                |
| Missouri             | 5         | Emanuel Cleaver (D)            | Emanuel Cleaver - 64,2%                        | Jacob Turk - 32,3%                         | Randy Langkraehr (L) - 3,5%                                                                             | Emanuel Cleaver (D)            |
| Missouri             | 6         | Sam Graves (R)                 | Sara Jo Shettles - 35,7%                       | Sam Graves - 61,6%                         | Erik Buck (L) - 1,9% Shirley Yurkonis - 0,7%                                                            | Sam Graves (R)                 |
| Missouri             | 7         | Roy Blunt (R)                  | Jack Truman - 30,1%                            | Roy Blunt - 66,7%                          | Kevin Craig (L) - 3,1%                                                                                  | Roy Blunt (R)                  |
| Missouri             | 8         | Jo Ann Emerson (R)             | Veronica Hambacker - 26,4%                     | Jo Ann Emerson - 71,6%                     | Branden McCullough (L) - 2,0%                                                                           | Jo Ann Emerson (R)             |
| Missouri             | 9         | Kenny Hulshof (R)              | Duane Burghard - 35,9%                         | Kenny Hulshof - 61,4%                      | Steven Hedrick (L) - 1,6% Bill Hastings - 1,0%                                                          | Kenny Hulshof (R)              |
| Montana              | Unico     | Denny Rehberg (R)              | Monica Lindeen - 39,1%                         | Denny Rehberg - 59,0%                      | Mike Fellows (L) - 1,9%                                                                                 | Denny Rehberg (R)              |
| Nebraska             | 1         | Jeff Fortenberry (R)           | Maxine Moul - 41,6%                            | Jeff Fortenberry - 58,4%                   | | Jeff Fortenberry (R)           |
| Nebraska             | 2         | Lee Terry (R)                  | Jim Esch - 45,3%                               | Lee Terry - 54,7%                          | | Lee Terry (R)                  |
| Nebraska             | 3         | Tom Osborne (R)                | Scott Kleeb - 45,0%                            | Adrian Smith - 55,0%                       | | Adrian Smith (R)               |
| Nevada               | 1         | Shelley Berkley (D)            | Shelley Berkley - 64,8%                        | Kenneth Wegner - 31,2%                     | Jim Duensing (L) - 2,2% Darnell Roberts (I) - 1,8%                                                      | Shelley Berkley (D)            |
| Nevada               | 2         | Jim Gibbons (R)                | Jill Derby - 44,9%                             | Dean Heller - 50,4%                        | Daniel Rosen (I) - 2,4% James Kroshus (I) - 2,3%                                                        | Dean Heller (R)                |
| Nevada               | 3         | Jon Porter (R)                 | Tessa Hafen - 46,6%                            | Jon Porter - 48,5%                         | Joshua Hansen (I) - 2,5% Joseph Silvestri (L) - 2,4%                                                    | Jon Porter (R)                 |
| New Hampshire        | 1         | Jeb Bradley (R)                | Carol Shea-Porter - 51,3%                      | Jeb Bradley - 48,7%                        | | Carol Shea-Porter (D)          |
| New Hampshire        | 2         | Charles Bass (R)               | Paul Hodes - 52,7%                             | Charles Bass - 45,6%                       | Ken Blevens (L) - 1,6%                                                                                  | Paul Hodes (D)                 |
| New Jersey           | 1         | Rob Andrews (D)                | Rob Andrews - 100%                             | -                                          | | Rob Andrews (D)                |
| New Jersey           | 2         | Frank LoBiondo (R)             | Viola Thomas-Hughes - 35,6%                    | Frank LoBiondo - 61,6%                     | Altri - 2,7%                                                                                            | Frank LoBiondo (R)             |
| New Jersey           | 3         | Jim Saxton (R)                 | Rich Sexton - 41,0%                            | Jim Saxton - 58,4%                         | Ken Feduniewicz (I) - 0,6%                                                                              | Jim Saxton (R)                 |
| New Jersey           | 4         | Chris Smith (R)                | Carol Gay - 33,2%                              | Chris Smith - 65,7%                        | Jay Edgar (L) - 0,8% Louis Wary (I) - 0,3%                                                              | Chris Smith (R)                |
| New Jersey           | 5         | Scott Garrett (R)              | Paul Aronsohn - 43,8%                          | Scott Garrett - 54,9%                      | Matthew Fretz (I) - 1,3%                                                                                | Scott Garrett (R)              |
| New Jersey           | 6         | Frank Pallone (D)              | Frank Pallone - 68,6%                          | Leigh-Ann Bellew - 30,3%                   | Herbert Tarbous (I) - 1,1%                                                                              | Frank Pallone (D)              |
| New Jersey           | 7         | Mike Ferguson (R)              | Linda Stender - 47,9%                          | Mike Ferguson - 49,4%                      | Thomas Abrams (I) - 1,6% Darren Young (L) - 1,0%                                                        | Mike Ferguson (R)              |
| New Jersey           | 8         | Bill Pascrell                  | Bill Pascrell - 70,9%                          | Jose Sandoval - 28,4%                      | Lou Jasikoff (L) - 0,7%                                                                                 | Bill Pascrell (D)              |
| New Jersey           | 9         | Steve Rothman (D)              | Steve Rothman - 71,5%                          | Vincent Micco - 27,6%                      | Michael Jarvis (I) - 0,9%                                                                               | Steve Rothman (D)              |
| New Jersey           | 10        | Donald M. Payne (D)            | Donald M. Payne - 100%                         | -                                          | | Donald M. Payne (D)            |
| New Jersey           | 11        | Rodney Frelinghuysen (R)       | Tom Wyka - 36,6%                               | Rodney Frelinghuysen - 62,1%               | Richard Roth (L) - 0,9% John Mele (C) - 0,4%                                                            | Rodney Frelinghuysen (R)       |
| New Jersey           | 12        | Rush D. Holt, Jr. (D)          | Rush D. Holt, Jr. - 65,7%                      | Joseph Sinagra - 34,3%                     | | Rush D. Holt, Jr. (D)          |
| New Jersey           | 13        | Bob Menendez (D)               | Albio Sires - 77,5%                            | John Guarini - 19,4%                       | Altri - 3,1%                                                                                            | Albio Sires (D)                |
| New York             | 1         | Tim Bishop (D)                 | Tim Bishop - 62,2%                             | Italo Zanzi - 37,8%                        | | Tim Bishop (D)                 |
| New York             | 2         | Steve Israel (D)               | Steve Israel - 70,4%                           | Josh Price - 29,6%                         | | Steve Israel (D)               |
| New York             | 3         | Peter T. King (R)              | David Mejias - 44,0%                           | Peter T. King - 56,0%                      | | Peter T. King (R)              |
| New York             | 4         | Carolyn McCarthy (D)           | Carolyn McCarthy - 64,9%                       | Martin Blessinger - 35,1%                  | | Carolyn McCarthy (D)           |
| New York             | 5         | Gary Ackerman (D)              | Gary Ackerman                                  | -                                          | | Gary Ackerman (D)              |
| New York             | 6         | Gregory Meeks (D)              | Gregory Meeks                                  | -                                          | | Gregory Meeks (D)              |
| New York             | 7         | Joseph Crowley (D)             | Joe Crowley - 84,0%                            | Kevin Brawley - 16,0%                      | | Joe Crowley (D)                |
| New York             | 8         | Jerry Nadler (D)               | Jerry Nadler - 85,0%                           | Eleanor Friedman - 13,6%                   | Dennis Adornato (C) - 1,4%                                                                              | Jerry Nadler (D)               |
| New York             | 9         | Anthony Weiner (D)             | Anthony Weiner                                 | -                                          | | Anthony Weiner (D)             |
| New York             | 10        | Edolphus Towns (D)             | Edolphus Towns - 92,2%                         | Jonathan Anderson - 5,9%                   | Ernest Johnson (C) - 1,9%                                                                               | Edolphus Towns (D)             |
| New York             | 11        | Major Owens (D)                | Yvette Clarke - 90,0%                          | Stephen Finger - 7,6%                      | Mariana Blume (C) - 1,4% Ollie McClean - 1,0%                                                           | Yvette Clarke (D)              |
| New York             | 12        | Nydia Velázquez (D)            | Nydia Velázquez - 89,7%                        | Allan Romaguera - 10,3%                    | | Nydia Velázquez (D)            |
| New York             | 13        | Vito Fossella (R)              | Steve Harrison - 43,2%                         | Vito Fossella - 56,8%                      | | Vito Fossella (R)              |
| New York             | 14        | Carolyn B. Maloney (D)         | Carolyn Maloney - 84,5%                        | Danniel S. Maio - 15,5%                    | | Carolyn Maloney (D)            |
| New York             | 15        | Charles Rangel (D)             | Charles Rangel - 94,0%                         | Edward Daniels - 6,0%                      | | Charles Rangel (D)             |
| New York             | 16        | José Serrano (D)               | José Serrano - 95,3%                           | Ali Mohamed - 4,7%                         | | José Serrano (D)               |
| New York             | 17        | Eliot Engel (D)                | Eliot Engel - 76,4%                            | Jim Faulkner - 23,6%                       | | Eliot Engel (D)                |
| New York             | 18        | Nita Lowey (D)                 | Nita Lowey - 70,7%                             | Richard A. Hoffman - 29,3%                 | | Nita Lowey (D)                 |
| New York             | 19        | Sue Kelly (R)                  | John Hall - 51,2%                              | Sue Kelly - 48,8%                          | | John Hall (D)                  |
| New York             | 20        | John E. Sweeney (R)            | Kirsten Gillibrand - 53,1%                     | John E. Sweeney - 46,9%                    | | Kirsten Gillibrand (D)         |
| New York             | 21        | Michael McNulty (D)            | Michael McNulty - 78,2%                        | Warren Redlich - 21,8%                     | | Michael McNulty (D)            |
| New York             | 22        | Maurice Hinchey (D)            | Maurice Hinchey                                | -                                          | | Maurice Hinchey (D)            |
| New York             | 23        | John McHugh (R)                | Robert J. Johnson - 36,9%                      | John McHugh - 63,1%                        | | John McHugh (R)                |
| New York             | 24        | Sherwood Boehlert (R)          | Mike Arcuri - 53,9%                            | Ray Meier - 45,0%                          | Mike Sylvia (L) - 1,1%                                                                                  | Mike Arcuri (D)                |
| New York             | 25        | James T. Walsh (R)             | Dan Maffei - 49,2%                             | James T. Walsh - 50,8%                     | Howie Hawkins (V) - 3,3%                                                                                | James T. Walsh (R)             |
| New York             | 26        | Thomas M. Reynolds (R)         | Jack Davis - 48,0%                             | Thomas M. Reynolds - 52,0%                 | | Thomas M. Reynolds (R)         |
| New York             | 27        | Brian Higgins (D)              | Brian Higgins - 79,3%                          | Michael McHale - 20,7%                     | | Brian Higgins (D)              |
| New York             | 28        | Louise Slaughter (D)           | Louise Slaughter - 73,2%                       | John Donnelly - 26,8%                      | | Louise Slaughter (D)           |
| New York             | 29        | Randy Kuhl (R)                 | Eric Massa - 48,5%                             | Randy Kuhl - 51,5%                         | | Randy Kuhl (R)                 |
| Nuovo Messico        | 1         | Heather Wilson (R)             | Patricia Madrid - 49,8%                        | Heather Wilson - 50,2%                     | | Heather Wilson (R)             |
| Nuovo Messico        | 2         | Steve Pearce (R)               | Albert Kissling - 40,5%                        | Steve Pearce - 59,4%                       | | Steve Pearce (R)               |
| Nuovo Messico        | 3         | Tom Udall (D)                  | Tom Udall - 74,6%                              | Ron Dolin - 25,4%                          | | Tom Udall (D)                  |
| Ohio                 | 1         | Steve Chabot (R)               | John Cranley - 47,7%                           | Steve Chabot - 52,3%                       | | Steve Chabot (R)               |
| Ohio                 | 2         | Jean Schmidt (R)               | Victoria Wulsin - 49,4%                        | Jean Schmidt - 50,5%                       | | Jean Schmidt (R)               |
| Ohio                 | 3         | Mike Turner (R)                | Richard Chema - 41,5%                          | Mike Turner - 58,5%                        | | Mike Turner (R)                |
| Ohio                 | 4         | Mike Oxley (R)                 | Richard Siferd - 40,0%                         | Jim Jordan - 60,0%                         | | Jim Jordan (R)                 |
| Ohio                 | 5         | Paul Gillmor (R)               | Robin Weirauch - 43,1%                         | Paul Gillmor- 56,9%                        | | Paul Gillmor (R)               |
| Ohio                 | 6         | Ted Strickland (D)             | Charlie Wilson - 62,1%                         | Chuck Blasdel - 37,9%                      | | Charlie Wilson (D)             |
| Ohio                 | 7         | Dave Hobson (R)                | Bill Conner - 39,4%                            | Dave Hobson - 60,6%                        | | Dave Hobson (R)                |
| Ohio                 | 8         | John Boehner (R)               | Mort Meier - 36,2%                             | John Boehner - 63,8%                       | | Warren Davidson (R)            |
| Ohio                 | 9         | Marcy Kaptur (D)               | Marcy Kaptur - 73,6%                           | Bradley Leavitt - 26,4%                    | | Marcy Kaptur (D)               |
| Ohio                 | 10        | Dennis Kucinich (D)            | Dennis Kucinich - 66,4%                        | Mike Dovilla - 33,6%                       | | Dennis Kucinich (D)            |
| Ohio                 | 11        | Stephanie Tubbs Jones (D)      | Stephanie Tubbs Jones - 83,4%                  | Lindsey String - 16,6%                     | | Stephanie Tubbs Jones (D)      |
| Ohio                 | 12        | Pat Tiberi (R)                 | Bob Shamansky - 42,7%                          | Pat Tiberi - 57,3%                         | | Pat Tiberi (R)                 |
| Ohio                 | 13        | Sherrod Brown (D)              | Betty Sutton - 61,2%                           | Craig Foltin - 38,8%                       | | Betty Sutton (D)               |
| Ohio                 | 14        | Steve LaTourette (R)           | Lewis Katz - 39,0%                             | Steve LaTourette - 57,6%                   | Werner Lange (I) - 3,4%                                                                                 | Steve LaTourette (R)           |
| Ohio                 | 15        | Deborah Pryce (R)              | Mary Jo Kilroy - 49,7%                         | Deborah Pryce - 50,2%                      | | Deborah Pryce (R)              |
| Ohio                 | 16        | Ralph Regula (R)               | Tom Shaw - 41,7%                               | Ralph Regula - 58,3%                       | | Ralph Regula (R)               |
| Ohio                 | 17        | Tim Ryan (D)                   | Tim Ryan - 80,3%                               | Don Manning III - 19,7%                    | | Tim Ryan (D)                   |
| Ohio                 | 18        | Bob Ney (R)                    | Zack Space - 62,1%                             | Joy Padgett - 37,9%                        | | Zack Space (D)                 |
| Oklahoma             | 1         | John Alfred Sullivan (R)       | Alan Gentges - 30,9%                           | John Alfred Sullivan - 63,6%               | Bill Wortman (I) - 5,5%                                                                                 | John Alfred Sullivan (R)       |
| Oklahoma             | 2         | Dan Boren (D)                  | Dan Boren - 72,7%                              | Patrick Miller - 27,3%                     | | Dan Boren (D)                  |
| Oklahoma             | 3         | Frank Lucas (R)                | Susan Barton - 32,5%                           | Frank Lucas - 67,5%                        | | Frank Lucas (R)                |
| Oklahoma             | 4         | Tom Cole (R)                   | Hal Spake - 35,4%                              | Tom Cole - 64,6%                           | | Tom Cole (R)                   |
| Oklahoma             | 5         | Ernest Istook (R)              | David Hunter - 37,3%                           | Mary Fallin - 60,4%                        | Matthew Woodson (I) - 2,3%                                                                              | Mary Fallin (R)                |
| Oregon               | 1         | David Wu (D)                   | David Wu - 62,8%                               | Derrick Kitts - 33,7%                      | Drake Davis (L) - 1,7% Dean Wolf (C) - 1,6%                                                             | David Wu (D)                   |
| Oregon               | 2         | Greg Walden (R)                | Carol Voisin - 30,4%                           | Greg Walden - 66,8%                        | Jack Brown (C) - 2,6%                                                                                   | Greg Walden (R)                |
| Oregon               | 3         | Earl Blumenauer (D)            | Earl Blumenauer - 73,5%                        | Bruce Broussard - 23,5%                    | David Brownlow (C) - 2,8%                                                                               | Earl Blumenauer (D)            |
| Oregon               | 4         | Peter DeFazio (D)              | Peter DeFazio - 62,3%                          | Jim Feldkamp - 37,6%                       | | Peter DeFazio (D)              |
| Oregon               | 5         | Darlene Hooley (D)             | Darlene Hooley - 54,0%                         | Mike Erickson - 42,8%                      | Paul Aranas - 1,5% Doug Patterson (C) - 1,5%                                                            | Darlene Hooley (D)             |
| Pennsylvania         | 1         | Bob Brady (D)                  | Bob Brady                                      | -                                          | | Bob Brady (D)                  |
| Pennsylvania         | 2         | Chaka Fattah (D)               | Chaka Fattah - 88,6%                           | Michael Gessner - 9,2%                     | Dave Baker - 2,2%                                                                                       | Chaka Fattah (D)               |
| Pennsylvania         | 3         | Phil English (R)               | Steven Porter - 42,1%                          | Phil English - 53,6%                       | | Phil English (R)               |
| Pennsylvania         | 4         | Melissa Hart (R)               | Jason Altmire - 51,9%                          | Melissa Hart - 48,1%                       | | Jason Altmire (D)              |
| Pennsylvania         | 5         | John E. Peterson (R)           | Don Hilliard - 39,9%                           | John E. Peterson - 60,1%                   | | John E. Peterson (R)           |
| Pennsylvania         | 6         | Jim Gerlach (R)                | Lois Murphy - 49,3%                            | Jim Gerlach - 50,7%                        | | Jim Gerlach (R)                |
| Pennsylvania         | 7         | Curt Weldon (R)                | Joe Sestak - 56,4%                             | Curt Weldon - 43,6%                        | | Joe Sestak (D)                 |
| Pennsylvania         | 8         | Mike Fitzpatrick (R)           | Patrick Murphy - 56,8%                         | Mike Fitzpatrick - 49,7%                   | Tom Lingenfelter (I) - 1,6%                                                                             | Patrick Murphy (D)             |
| Pennsylvania         | 9         | Bill Shuster (R)               | Tony Barr - 39,7%                              | Bill Shuster - 60,3%                       | | Bill Shuster (R)               |
| Pennsylvania         | 10        | Don Sherwood (R)               | Chris Carney - 52,9%                           | Don Sherwood - 47,1%                       | | Chris Carney (D)               |
| Pennsylvania         | 11        | Paul Kanjorski (D)             | Paul Kanjorski - 72,5%                         | Joseph Leonardi - 27,5%                    | | Paul Kanjorski (D)             |
| Pennsylvania         | 12        | John Murtha (D)                | John Murtha - 60,8%                            | Diana Irey - 39,2%                         | | John Murtha (D)                |
| Pennsylvania         | 13        | Allyson Schwartz (D)           | Allyson Schwartz - 66,1%                       | Raj Bhakta - 33,9%                         | | Allyson Schwartz (D)           |
| Pennsylvania         | 14        | Mike Doyle (D)                 | Mike Doyle - 90,1%                             | -                                          | Titus North (V) - 9,9%                                                                                  | Mike Doyle (D)                 |
| Pennsylvania         | 15        | Charlie Dent (R)               | Charles Dertinger - 43,5%                      | Charlie Dent - 53,6%                       | Greta Browne (V) - 2,9%                                                                                 | Charlie Dent (R)               |
| Pennsylvania         | 16        | Joe Pitts (R)                  | Lois Herr - 39,5%                              | Joe Pitts - 56,6%                          | John Murphy (I) - 3,9%                                                                                  | Joe Pitts (R)                  |
| Pennsylvania         | 17        | Tim Holden (D)                 | Tim Holden - 64,5%                             | Matthew Wertz - 35,5%                      | | Tim Holden (D)                 |
| Pennsylvania         | 18        | Tim Murphy (R)                 | Chad Kluko - 42,2%                             | Tim Murphy - 57,8%                         | | Tim Murphy (R)                 |
| Pennsylvania         | 19        | Todd Platts (R)                | Phil Avillo - 33,5%                            | Todd Platts - 64,0%                        | Derf Maitland (V) - 2,5%                                                                                | Todd Platts (R)                |
| Rhode Island         | 1         | Patrick Kennedy (D)            | Patrick Kennedy - 60,2%                        | Jonathan Scott - 23,2%                     | Kenneth Capalbo (I) - 7,6%                                                                              | Patrick Kennedy (D)            |
| Rhode Island         | 2         | James Langevin (D)             | James Langevin - 72,7%                         | -                                          | Rod Driver (I) - 27,3%                                                                                  | James Langevin (D)             |
| Tennessee            | 1         | Bill Jenkins (R)               | Rick Trent - 36,9%                             | David Davis - 61,1%                        | Altri - 1,9%                                                                                            | David Davis (R)                |
| Tennessee            | 2         | Jimmy Duncan (R)               | John Greene - 22,3%                            | Jimmy Duncan - 77,7%                       | | Jimmy Duncan (R)               |
| Tennessee            | 3         | Zach Wamp (R)                  | Brent Benedict - 34,2%                         | Zach Wamp - 65,7%                          | | Zach Wamp (R)                  |
| Tennessee            | 4         | Lincoln Davis (D)              | Lincoln Davis - 67,5%                          | Kenneth Martin - 32,5%                     | | Lincoln Davis (D)              |
| Tennessee            | 5         | Jim Cooper (D)                 | Jim Cooper - 68,9%                             | Tom Kovach - 28,0%                         | Virginia Welsch (I) - 2,1% Scott Knapp (I) - 1,0%                                                       | Jim Cooper (D)                 |
| Tennessee            | 6         | Bart Gordon (D)                | Bart Gordon - 67,1%                            | Randy Stamps - 31,4%                       | Robert Garrison (I) - 1,1% Norman Saliba (I) - 0,5%                                                     | Bart Gordon (D)                |
| Tennessee            | 7         | Marsha Blackburn (R)           | Bill Morrison - 31,8%                          | Marsha Blackburn - 66,0%                   | Altri - 2,2%                                                                                            | Marsha Blackburn (R)           |
| Tennessee            | 8         | John Tanner (D)                | John Tanner - 73,2%                            | John Farmer - 26,8%                        | | John Tanner (D)                |
| Tennessee            | 9         | Steve Cohen (D)                | Steve Cohen - 59,9%                            | Mark White - 18,0%                         | Jake Ford (I) - 22,2%                                                                                   | Steve Cohen (D)                |
| Texas                | 1         | Louie Gohmert (R)              | Roger Owen - 30,3%                             | Louie Gohmert - 68,0%                      | Donald Perkison (L) - 1,7%                                                                              | Louie Gohmert (R)              |
| Texas                | 2         | Ted Poe (R)                    | Gary Binderim - 32,7%                          | Ted Poe - 65,6%                            | Justo Perez (L) - 1,7%                                                                                  | Ted Poe (R)                    |
| Texas                | 3         | Sam Johnson (R)                | Dan Dodd - 34,9%                               | Sam Johnson - 62,5%                        | Christopher J. Claytor (L) - 2,6%                                                                       | Sam Johnson (R)                |
| Texas                | 4         | Ralph Hall (R)                 | Glenn Melancon - 33,4%                         | Ralph Hall - 64,4%                         | Kurt Helm (L) - 2,1%                                                                                    | Ralph Hall (R)                 |
| Texas                | 5         | Jeb Hensarling (R)             | Charlie Thompson - 35,6%                       | Jeb Hensarling - 61,8%                     | Mike Nelson (L) - 2,6%                                                                                  | Jeb Hensarling (R)             |
| Texas                | 6         | Joe Barton (R)                 | David Harris - 37,1%                           | Joe Barton - 60,5%                         | Carl Nulsen (L) - 2,4%                                                                                  | Joe Barton (R)                 |
| Texas                | 7         | John Culberson (R)             | Jim Henley - 38,5%                             | John Culberson - 59,2%                     | Drew P. Parks (L) - 2,3%                                                                                | John Culberson (R)             |
| Texas                | 8         | Kevin Brady (R)                | James Wright - 32,7%                           | Kevin Brady - 67,3%                        | | Kevin Brady (R)                |
| Texas                | 9         | Al Green (D)                   | Al Green                                       | -                                          | | Al Green (D)                   |
| Texas                | 10        | Michael McCaul (R)             | Ted Ankrum - 40,4%                             | Michael McCaul - 55,3%                     | Michael Badnarik (L) - 4,3%                                                                             | Michael McCaul (R)             |
| Texas                | 11        | Mike Conaway (R)               | -                                              | Mike Conaway - 88,3%                       | | Mike Conaway (R)               |
| Texas                | 12        | Kay Granger (R)                | John Morris - 31,1%                            | Kay Granger - 66,9%                        | Gardner Osborne (L) - 2,0%                                                                              | Kay Granger (R)                |
| Texas                | 13        | Mac Thornberry (R)             | Roger Waun - 23,0%                             | Mac Thornberry - 74,4%                     | Jim Thompson (L) - 2,6%                                                                                 | Mac Thornberry (R)             |
| Texas                | 14        | Ron Paul (R)                   | Shane Sklar - 39,8%                            | Ron Paul - 60,2%                           | | Ron Paul (R)                   |
| Texas                | 15        | Rubén Hinojosa (D)             | Rubén Hinojosa - 61,8%                         | Paul Haring - 23,7% Eddie Zamora - 14,5%   | | Rubén Hinojosa (D)             |
| Texas                | 16        | Silvestre Reyes (D)            | Silvestre Reyes - 78,7%                        | Gordon Strickland - 21,3%                  | | Silvestre Reyes (D)            |
| Texas                | 17        | Chet Edwards (D)               | Chet Edwards - 58,1%                           | Van Taylor - 40,3%                         | Guillermo Acosta (L) - 1,6%                                                                             | Chet Edwards (D)               |
| Texas                | 18        | Sheila Jackson Lee (D)         | Sheila Jackson Lee - 76,6%                     | Ahmad Hassan - 19,1%                       | Patrick Warren (L) - 4,3%                                                                               | Sheila Jackson Lee (D)         |
| Texas                | 19        | Randy Neugebauer (R)           | Robert Ricketts - 29,8%                        | Randy Neugebauer - 67,7%                   | Fred Jones (L) - 2,4%                                                                                   | Randy Neugebauer (R)           |
| Texas                | 20        | Charlie González (D)           | Charlie González - 87,4%                       | Michael Idrogo - 12,6%                     | | Charlie González (D)           |
| Texas                | 21        | Lamar Smith (R)                | John Courage - 24,5% Gene Kelly - 9,0%         | Lamar Smith - 60,1%                        | Tommy Calvert - (I) 2,6% James Arthur Strohm (L) - 2,0% Jim Peterson (I) - 1,1% Mark Rossano (I) - 0,7% | Lamar Smith (R)                |
| Texas                | 22        | Tom DeLay (R)                  | Nick Lampson - 51,8%                           | Shelley Sekula-Gibbs - 41,8%               | Bob Smither (L) - 6,1%                                                                                  | Nick Lampson (D)               |
| Texas                | 23        | Henry Bonilla (R)              | Ciro Rodriguez - 54,3%                         | Henry Bonilla - 45,7%                      | | Ciro Rodriguez (D)             |
| Texas                | 24        | Kenny Marchant (R)             | Gary R. Page - 37,2%                           | Kenny Marchant - 59,8%                     | Mark Frohman (L) - 3,0%                                                                                 | Kenny Marchant (R)             |
| Texas                | 25        | Lloyd Doggett (D)              | Lloyd Doggett - 67,3%                          | Grant Rostig - 26,3%                       | Barbara Cunningham (L) - 4,2% Brian Parrett (I) - 2,2%                                                  | Lloyd Doggett (D)              |
| Texas                | 26        | Michael Burgess (R)            | Tim Barnwell - 37,2%                           | Michael Burgess - 60,2%                    | Rich Haas (L) - 2,5%                                                                                    | Michael Burgess (R)            |
| Texas                | 27        | Solomon Ortiz (D)              | Solomon Ortiz - 56,8%                          | Willie Vaden - 38,9%                       | Robert Powell (L) - 4,3%                                                                                | Solomon Ortiz (D)              |
| Texas                | 28        | Henry Cuellar (D)              | Henry Cuellar - 67,6% Frank Enriquez - 20,3%   | -                                          | Ron Avery (C) - 12,1%                                                                                   | Henry Cuellar (D)              |
| Texas                | 29        | Gene Green (D)                 | Gene Green - 73,5%                             | Eric Story - 24,4%                         | Clifford Lee Messina (L) - 2,0%                                                                         | Gene Green (D)                 |
| Texas                | 30        | Eddie Bernice Johnson (D)      | Eddie Bernice Johnson - 80,2%                  | Wilson Aurbach - 17,6%                     | Ken Ashby (L) - 2,2%                                                                                    | Eddie Bernice Johnson (D)      |
| Texas                | 31        | John Carter (R)                | Mary Beth Harrell - 38,8%                      | John Carter - 58,5%                        | Matt McAdoo (L) - 2,7%                                                                                  | John Carter (R)                |
| Texas                | 32        | Pete Sessions (R)              | Will Pryor - 41,3%                             | Pete Sessions - 56,4%                      | John Hawley (L) - 2,3%                                                                                  | Pete Sessions (R)              |
| Utah                 | 1         | Rob Bishop (R)                 | Steven Olsen - 32,4%                           | Rob Bishop - 63,1%                         | Mark Hudson (C) - 3,1% Lynn Badler (L) - 1,4%                                                           | Rob Bishop (R)                 |
| Utah                 | 2         | Jim Matheson (D)               | Jim Matheson - 59,0%                           | LaVar Christensen - 37,3%                  | David Perry (C) - 1,5% Bob Brister (V) - 1,5% Austin Sherwood Lett (L) - 0,7%                           | Jim Matheson (D)               |
| Utah                 | 3         | Chris Cannon (R)               | Christian Burridge - 32,2%                     | Chris Cannon - 57,7%                       | Jim Noorlander (C) - 8,8% Philip Hallman (L) - 1,3%                                                     | Chris Cannon (R)               |
| Vermont              | Unico     | Bernie Sanders (I)             | Peter Welch - 53,2%                            | Martha Rainville - 44,5%                   | Altri - 1,9%                                                                                            | Peter Welch (D)                |
| Virginia             | 1         | Rob Wittman (R)                | Shawn O'Donnell - 35,5%                        | Rob Wittman - 63,0%                        | Marvin Pixton III (I) - 1,4%                                                                            | Rob Wittman (R)                |
| Virginia             | 2         | Thelma Drake (R)               | Phil Kellam - 48,5%                            | Thelma Drake - 51,3%                       | Kenny Golden (I) - 4,3%                                                                                 | Thelma Drake (R)               |
| Virginia             | 3         | Bobby Scott (D)                | Bobby Scott - 98,2%                            | -                                          | | Bobby Scott (D)                |
| Virginia             | 4         | Randy Forbes (R)               | -                                              | Randy Forbes - 76,1%                       | Albert Burckard (V) - 23,4%                                                                             | Randy Forbes (R)               |
| Virginia             | 5         | Virgil Goode (R)               | Al Weed - 39,9%                                | Virgil Goode - 59,1%                       | Joseph Oddo (V) - 0,9%                                                                                  | Virgil Goode (R)               |
| Virginia             | 6         | Bob Goodlatte (R)              | -                                              | Bob Goodlatte - 75,1%                      | Barbara Jean Pryor (I) - 12,3% Andre Peery (I) - 12,1%                                                  | Bob Goodlatte (R)              |
| Virginia             | 7         | Eric Cantor (R)                | Jim Nachman - 34,4%                            | Eric Cantor - 63,9%                        | Brad Blanton (I) - 1,6%                                                                                 | Eric Cantor (R)                |
| Virginia             | 8         | Jim Moran (D)                  | Jim Moran - 66,4%                              | Thomas O'Donoghue - 30,6%                  | Jim Hurysz (I) - 2,8%                                                                                   | Jim Moran (D)                  |
| Virginia             | 9         | Rick Boucher (D)               | Rick Boucher - 67,8%                           | Bill Carrico - 32,2%                       | | Rick Boucher (D)               |
| Virginia             | 10        | Frank Wolf (R)                 | Judy Feder - 41,0%                             | Frank Wolf - 57,3%                         | Bill Wood (L) - 0,9% Neeraj Nigam (I) - 0,8%                                                            | Frank Wolf (R)                 |
| Virginia             | 11        | Thomas M. Davis (R)            | Andrew Hurst - 43,6%                           | Thomas M. Davis - 55,5%                    | Fernando Greco (V) - 0,9%                                                                               | Thomas M. Davis (R)            |
| Virginia Occidentale | 1         | Alan Mollohan (D)              | Alan Mollohan - 64,3%                          | Christopher Wakim - 35,6%                  | | Alan Mollohan (D)              |
| Virginia Occidentale | 2         | Shelley Moore Capito (R)       | Mike Callaghan - 42,8%                         | Shelley Moore Capito - 57,2%               | | Shelley Moore Capito (R)       |
| Virginia Occidentale | 3         | Nick Rahall (D)                | Nick Rahall - 69,4%                            | Kim Wolfe - 30,6%                          | | Nick Rahall (D)                |
| Washington           | 1         | Jay Inslee (D)                 | Jay Inslee - 67,7%                             | Larry Ishmael - 32,3%                      | | Jay Inslee (D)                 |
| Washington           | 2         | Rick Larsen (D)                | Rick Larsen - 64,2%                            | Doug Roulstone - 35,8%                     | | Rick Larsen (D)                |
| Washington           | 3         | Brian Baird (D)                | Brian Baird - 63,1%                            | Michael Messmore - 36,9%                   | | Brian Baird (D)                |
| Washington           | 4         | Doc Hastings (R)               | Richard Wright - 40,1%                         | Doc Hastings - 59,9%                       | | Doc Hastings (R)               |
| Washington           | 5         | Cathy McMorris Rodgers (R)     | Peter Goldmark - 43,6%                         | Cathy McMorris Rodgers - 56,4%             | | Cathy McMorris Rodgers (R)     |
| Washington           | 6         | Norm Dicks (D)                 | Norm Dicks - 70,6%                             | Doug Cloud - 29,4%                         | | Norm Dicks (D)                 |
| Washington           | 7         | Jim McDermott (D)              | Jim McDermott - 79,4%                          | Steve Beren - 15,7%                        | Linnea Noreen (I) - 4,9%                                                                                | Jim McDermott (D)              |
| Washington           | 8         | Dave Reichert (R)              | Darcy Burner - 48,5%                           | Dave Reichert - 51,5%                      | | Dave Reichert (R)              |
| Washington           | 9         | Adam Smith (D)                 | Adam Smith - 65,7%                             | Steve Cofchin - 34,3%                      | | Adam Smith (D)                 |
| Wisconsin            | 1         | Paul Ryan (R)                  | Jeff Thomas - 37,2%                            | Paul Ryan - 62,8%                          | | Paul Ryan (R)                  |
| Wisconsin            | 2         | Tammy Baldwin (D)              | Tammy Baldwin - 62,9%                          | Dave Magnum - 37,1%                        | | Tammy Baldwin (D)              |
| Wisconsin            | 3         | Ron Kind (D)                   | Ron Kind - 64,9%                               | Paul Nelson - 35,1%                        | Kevin Barrett (L) - 1,2%                                                                                | Ron Kind (D)                   |
| Wisconsin            | 4         | Gwen Moore (D)                 | Gwen Moore - 71,5%                             | Perfecto Rivera - 28,5%                    | | Gwen Moore (D)                 |
| Wisconsin            | 5         | Jim Sensenbrenner (R)          | Bryan Kennedy - 35,7%                          | Jim Sensenbrenner - 61,8%                  | Bob Levis (V) - 1,4% Robert R. Raymond (I) - 1,1%                                                       | Jim Sensenbrenner (R)          |
| Wisconsin            | 6         | Tom Petri (R)                  | -                                              | Tom Petri                                  | | Tom Petri (R)                  |
| Wisconsin            | 7         | Dave Obey (D)                  | Dave Obey - 62,2%                              | Nick Reid - 35,0%                          | Mike Miles (V) - 2,8%                                                                                   | Dave Obey (D)                  |
| Wisconsin            | 8         | Mark Andrew Green (R)          | Steve Kagen - 51,1%                            | John Gard - 48,9%                          | | Steve Kagen (D)                |
| Wyoming              | Unico     | Barbara Cubin (R)              | Gary Trauner - 47,8%                           | Barbara Cubin - 48,3%                      | Thomas Rankin (L) - 3,9%                                                                                | Barbara Cubin (R)              |